# Campanha da Legalidade
A Campanha da Legalidade (também conhecida como Legalidade) foi uma mobilização civil e militar em 1961 para garantir a posse de João Goulart como Presidente do Brasil, derrubando o veto dos ministros das Forças Armadas à sucessão legal do presidente Jânio Quadros, que tinha renunciado, ao então vice-presidente Goulart. Foi liderada pelo governador do Rio Grande do Sul, Leonel Brizola, aliado ao comandante do III Exército, general José Machado Lopes. A crise resultou na negociação do parlamentarismo como novo sistema de governo do país.
Em 25 de agosto de 1961, enquanto Goulart liderava uma missão comercial brasileira na República Popular da China, o presidente Jânio renunciou. A decisão até hoje não é compreendida, mas provavelmente foi manobra política para retornar com poderes aumentados, superando o impasse político que tinha com o Congresso. O esperado era que com a rejeição a seu vice — eleito por uma chapa diferente, por peculiaridade do sistema político da época — os militares anticomunistas que já tinham rejeição a Goulart, junto à pressão popular, reverteriam a renúncia. Entretanto a manobra falhou e Jânio saiu do país. Em seu lugar assumiu interinamente o presidente da Câmara dos Deputados, Ranieri Mazzilli, mas o poder real ficou nas mãos dos ministros militares, o marechal Odílio Denys, da Guerra, vice-almirante Sílvio Heck, da Marinha, e brigadeiro do ar Gabriel Grün Moss, da Aeronáutica. Constituindo na prática uma junta, os três romperam a ordem jurídica e vetaram a posse do vice-presidente, pretendendo que se convocassem novas eleições. Esse veto é caracterizado como tentativa de golpe de Estado por diversos historiadores.
Carlos Lacerda, governador da Guanabara, concordava com o veto, mas os ministros não tinham respaldo suficiente na sociedade e nas Forças Armadas, encontrando oposição em manifestações, greves e posições de figuras políticas e organizações. Os governadores de Goiás, Mauro Borges Teixeira, e do Rio Grande do Sul, Brizola, adotaram a causa da sucessão presidencial de acordo com a Constituição. Brizola mobilizou a população, a Brigada Militar do Rio Grande do Sul e as emissoras de rádio, constituindo a "Cadeia da Legalidade" para dominar a opinião pública nacional. O III Exército, sediado em Porto Alegre, chegou a uma iminência de confronto com o governo estadual, mas em 28 de agosto o general Machado Lopes rompeu com seus superiores e passou a poderosa força terrestre no sul do país para o lado legalista. Os legalistas do sul e as forças leais aos ministros militares prepararam operações militares uns contra os outros. De um lado tropas seguiam ao litoral sulista e fronteira norte do Paraná, e de outro foram formados uma força de invasão terrestre contra o sul, a "Divisão Cruzeiro", e uma força-tarefa naval encabeçada pelo navio-aeródromo (porta-aviões) Minas Gerais. Os militares estavam divididos, e a moral para uma invasão contra o sul era limitada. A crise assim levou o país à beira da guerra civil, mas foi solucionada antes de qualquer confronto através do parlamentarismo, que permitiria a posse de Goulart, mas com poderes limitados. Ele teve como último obstáculo o plano de oficiais inconformados de abater seu avião quando seguisse para Brasília, a Operação Mosquito, mas conseguiu tomar posse em 7 de setembro, concluindo o objetivo da Campanha. O parlamentarismo foi revertido em 1963.
A crise da renúncia de Jânio Quadros e o veto à sucessão para Goulart figuram entre as crises da República Populista que precederam o Golpe de Estado de 1964, junto a 1954 (fim de Getúlio Vargas) e 1955 (sucessão para Juscelino Kubitschek, garantida pelo Movimento de 11 de Novembro). A crise de 1961 é antecedente de 1964 e mesmo chamada de seu "ensaio geral".

## Antecedentes

### Eleições de 1960

Jânio Quadros na campanha presidencial de 1960

O último ano do governo Juscelino Kubitschek foi marcado por problemas de ordem econômica, com destaque para o aumento da inflação e do desequilíbrio dos gastos públicos. Esses problemas estavam relacionados ao aumento dos gastos governamentais com a execução do Plano de Metas e a construção de Brasília. Em 1959, a inflação chegou ao patamar de 39,5%. No mesmo ano, surgiram as candidaturas. Pelo Partido Social Democrático (PSD) e apoiado pelo Partido Trabalhista Brasileiro (PTB), o candidato era o general Henrique Lott, responsável pelo chamado "golpe preventivo" que assegurou a posse de Juscelino em 1955. Pelo Partido Social Progressista (PSP), o candidato era o populista e paulista Ademar de Barros. Jânio Quadros, então governador de São Paulo, concorreu pelo Partido Trabalhista Nacional (PTN), com o apoio inicial de três pequenos partidos: o Partido Libertador (PL), o Partido Democrata Cristão (PDC) e o Partido Republicano (PR).
Carlos Lacerda percebeu a atratividade, especialmente à classe média, das promessas de campanha de Jânio, calcadas no combate à corrupção, controle da inflação, redução do custo de vida, contenção dos gastos e austeridade pública. Sob sua influência a União Democrática Nacional (UDN) apoiou o candidato para conseguir vencer o pleito eleitoral — dominado até então pelo PSD e PTB. A mensagem antipolítica de Jânio, que expressava um profundo desdém pelos políticos tradicionais, atraiu o eleitorado da classe média, atormentada pelos efeitos da inflação, que enxergava no candidato a encarnação do gestor enérgico e capaz de comandar com eficiência a economia brasileira.
Seu oponente Lott, embora respeitado, não gerava entusiasmo e afastava o PSD, ao propor o voto para os analfabetos, e o PTB, ao criticar Cuba e o comunismo. Percebendo a fraqueza do candidato, pessedistas e petebistas apostaram na chapa "Jan-Jan": Jânio Quadros para presidente e João Goulart, do PTB, para vice-presidente; os dois cargos eram escolhidos separadamente. O resultado foi a eleição de Jânio por 5 636 623 votos, contra 3 846 825 de Lott, e de Goulart por 4 547 010 votos.

### Governo Jânio
Empossado em 1961, o novo presidente não tinha maioria no Congresso nem procurou apoio parlamentar, administrando o país sem contar com uma base política sólida. Desdenhou do Congresso, que chamou de "clube de ociosos", e provocou os políticos, especialmente do PSD e PTB, com investigações sobre escândalos com dinheiro público. Em resposta, uma comissão do Congresso passou a investigar os inquéritos presidenciais. O próprio vice-presidente apareceu num relatório divulgado de uma das investigações. Retaliou acusando o governo de publicá-la com fins políticos, e ficou mais distante do presidente.
A nova política econômica buscava um ajuste doloroso para firmar as bases do desenvolvimento futuro. Medidas como desvalorização cambial, corte de gastos, restrição de crédito e retirada de subsídios de importação, esta última levando ao aumento de 100% do preço do pão e combustíveis, estavam fadadas à impopularidade mas pareciam possíveis com a euforia da eleição. O programa agradou ao Fundo Monetário Internacional (FMI), permitindo a renegociação das dívidas que não fora possível no governo JK, aos credores estrangeiros e ao governo Kennedy nos Estados Unidos, que, sabendo da fragilidade das finanças brasileiras, queria favorecer o governo Jânio para evitar a instabilidade e o avanço do comunismo. Em agosto a influência de conselheiros desenvolvimentistas começara a enfraquecer o programa, mas seu resultado foi acirrar a oposição à esquerda.
No plano internacional, foi implementada a chamada Política Externa Independente (PEI). A PEI foi marcada por uma reformulação do alinhamento com os EUA, o restabelecimento de relações diplomáticas com vários países do leste europeu, incluindo a União Soviética, a atitude mais favorável a Cuba e a aproximação com os países do Terceiro Mundo. O governo Jânio ainda se distanciou de um antigo aliado, Portugal, e passou a apoiar as independências de Angola e Moçambique, ao passo em que criticava o apartheid sul-africano.
Se internamente a política econômica desagradava a esquerda, a política externa independente incomodou setores conservadores e de centro. A UDN estava também irritada, pois o governo agia sem consultar suas lideranças parlamentares, e ao agravo da PEI somava-se a simpatia de Jânio à reforma agrária. Carlos Lacerda, agora governador da Guanabara, passou de apoiador a ferrenho oposicionista. O Congresso permanecia sob o domínio do PSD e PTB. As tentativas de conciliar interesses conflitantes fracassaram e o presidente ficou politicamente isolado.

### Últimos dias no poder

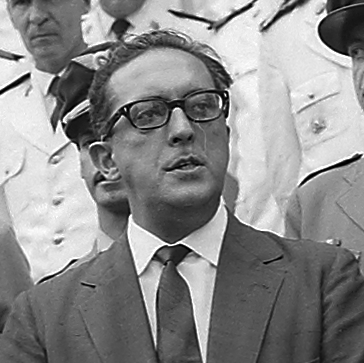
Carlos Lacerda, governador da Guanabara

Em julho, Jânio convidou seu vice Goulart para a liderança de uma missão brasileira à República Popular da China. A oferta, transmitida pelo ministro das Relações Exteriores, Afonso Arinos, inicialmente havia sido estendida a José Ermírio de Moraes, que recusou. Goulart aceitou o convite com desconfiança, pois estava rompido com o presidente. A comitiva partiu no final do mês, fazendo escalas em Paris e Moscou. Seus objetivos eram comerciais, procurando expandir os mercados brasileiros no exterior. Em território chinês Goulart defendeu a solidariedade entre os países do Terceiro Mundo e elogiou o desenvolvimento nacional chinês, expressando um pensamento terceiro-mundista. Embora previamente calculadas, as declarações foram vistas no Ocidente como de apoio ao comunismo.
Enquanto Goulart estava fora, em 18 de agosto Carlos Lacerda procurou o presidente em Brasília para uma reunião urgente: transmitiu sua intenção de renunciar ao governo da Guanabara para lidar com a falência de seu jornal Tribuna da Imprensa. Conferenciou ainda com o ministro da Justiça Oscar Pedroso Horta, retornando na manhã seguinte. No mesmo dia Jânio condecorou Ernesto Che Guevara com a Ordem do Cruzeiro do Sul, mais alta condecoração do Brasil a personalidades estrangeiras. As reações negativas, incluindo de Lacerda e da UDN, foram muitas, e oficiais condecorados com a Ordem ameaçaram devolvê-la.
No dia 22, no auditório da TV Excelsior, em São Paulo, Lacerda declarou que não renunciaria e acusou Jânio de articular um golpe e tê-lo convidado a participar. José Aparecido, secretário de Jânio, quis viajar ao Rio de Janeiro e acusar o próprio Lacerda de golpismo, para que no dia seguinte fosse demitido, mas neutralizando o governador da Guanabara. Como repórteres ouviram a autorização a viajar ao Rio, o plano ficou inviável. Na noite do dia 24, aniversário do suicídio de Getúlio Vargas, Lacerda fez grande impacto na mídia: acusou Jânio de, através do ministro da Justiça, ter pedido seu apoio a um "golpe de gabinete" para fortalecer o Poder Executivo, possivelmente envolvendo os ministros militares. Teria também pedido cópias de seus artigos escritos após o suicídio de Vargas, nos quais argumentava por um regime de exceção. No dia seguinte Pedroso Horta negou as acusações, argumentando ainda que "se conspirando estivesse, jamais chamaria para participar dessa conspiração um homem que é conhecido como o maior boquirroto do país".
Na manhã da sexta-feira, dia 25, o presidente comunicou sua intenção de renunciar a poucos auxiliares, acrescentando que seria irrevogável, e em seguida aos ministros, dos quais os da Guerra, Marinha e Aeronáutica pediram, sem sucesso, que ele desistisse da decisão. Odílio Denys, da Guerra, notou o prestígio do presidente dentro do Exército, mas ouviu que não haveria volta. Jânio pediu-lhes: "mantenham a ordem em todo o país", ou ainda, "Com este Congresso não posso governar. Organizem uma junta e dirijam o país".  Às onze horas viajou a São Paulo, onde também alguns governadores pediram que permanecesse no poder, mas ele afirmou que a renúncia era irrevogável. A carta de renúncia foi lida às quinze horas aos congressistas, estupefatos. Julgada ato unilateral, foi aceita em duas horas. No dia 28, o agora ex-presidente deixou o país rumo à Europa.
Ainda no final da tarde do dia 25, no Rio de Janeiro, uma pequena multidão reuniu-se no busto de Vargas na Cinelândia. Pedindo a volta de Jânio Quadros, quebraram as vidraças da embaixada americana e foram dispersos pela Polícia Militar de Carlos Lacerda. À noite, a Tribuna da Imprensa, O Globo e o Diário de Notícias foram depredados, a brados contra Lacerda e a favor de Jânio. Os ferroviários da Leopoldina iniciaram uma greve, logo interrompida, pelo retorno de Jânio. Entretanto a capacidade de mobilização popular do janismo saiu de cena, seguindo a lógica de Castilho Cabral, presidente do Movimento Popular Jânio Quadros: "Nós não somos nem baderneiros nem linha auxiliar dos comunistas".

### A lógica da renúncia

Vice-presidente João Goulart

A renúncia surpreendeu o país. Jânio aludiu à pressão de "forças terríveis", mas não esclareceu totalmente sua decisão. Depoimentos e memórias têm interesses próprios e apresentam contradições. As interpretações são várias: pressões internacionais, desequilíbrio psicológico e tentativa de golpe pelo próprio presidente. Contra a primeira, há o argumento com base no prestígio da administração entre credores estrangeiros, por seguir as recomendações do FMI. Contra a segunda, a imagem de bufão associada a Jânio ser estratégia política tanto dele quanto de sua oposição. O consenso entre historiadores é que foi uma manobra política ou golpe para retornar à Presidência com poderes aumentados, superando a resistência do Congresso. Conforme Afonso Arinos em livro escrito junto com o próprio Jânio,
primeiro, operar-se-ia a renúncia; segundo, abrir-se-ia o vazio sucessório - visto a que João Goulart, distante na China, não permitiriam as fôrças militares a posse, e, destarte, ficaria o país acéfalo; terceiro, ou bem se passaria a uma fórmula, em conseqüência da qual êle mesmo emergisse como primeiro mandatário, mas já dentro do nôvo regime institucional, ou bem, sem êle, as fôrças armadas se encarregariam de montar êsse nôvo regime, cabendo, em conseqüência, depois a um outro cidadão - escolhido por qualquer via - presidir ao país sob o nôvo esquema viável e operativo: como, em tudo, o que importava era a reforma institucional, não o indivíduo ou os indivíduos que a promovesse, sacrificando-se êle, ou não se sacrificando, o essencial seria atingido.
— Jânio Quadros e Afonso Arinos de Melo Franco. História do Povo Brasileiro. Volume 6. São Paulo: J. Quadros Editôres Culturais, 1967, p. 241-242

Enviar o vice-presidente à China "certamente fez parte de seus planos", ao criar o agravante de estar em um país comunista, impor um intervalo de vários dias até que pudesse chegar ao Brasil e, enquanto distante, impedi-lo de articular seu retorno. O cerne da estratégia seria a oposição de conservadores e militares à posse de Goulart. Porém, o historiador Hélio Silva contextualiza a viagem à China como fruto de um convite estendido a Goulart quando visitou a URSS, ainda no governo Juscelino; tal viagem não prejudicou sua candidatura. No governo de Jânio o convite foi repetido, e como o governo já pretendia enviar uma missão comercial, Goulart foi selecionado.
Jânio favorecera dentro das Forças Armadas oficiais da ala "internacionalista" e ligados à facção anticomunista Cruzada Democrática, incluindo os ministros militares — marechal Odílio Denys, almirante Sílvio Heck e brigadeiro Gabriel Grün Moss — e o chefe do Estado-Maior das Forças Armadas, o golpista histórico Cordeiro de Farias. Por um lado Jânio entusiasmava muitos militares com seu personalismo, apoio da UDN e promessas de moralização e combate à corrupção; por outro, Goulart enfrentava oposição nas altas patentes desde quando, como ministro do Trabalho de Vargas, foi derrubado pelo Manifesto dos Coronéis. Goulart propusera o aumento de 100% no salário mínimo, que chegaria ao soldo de um segundo-tenente, o que, para os militares, subverteria o recrutamento. Os militares da ala "internacionalista" julgavam-no despreparado e associado a Vargas, Brizola, a esquerda e as ideias revolucionárias.
A oposição dos militares seria somada à mobilização popular, até mesmo num novo queremismo, e dos governadores. O Congresso só avaliaria a renúncia após o final de semana, e Jânio acabaria voltando, com o Congresso e partidos enfraquecidos. Segundo Moniz Bandeira, o novo regime seria uma forma de bonapartismo civil, isto é, um Estado com autonomia de ação em relação às classes sociais, incluindo a dominante. As intenções golpistas possivelmente existiam desde vários meses antes da renúncia. Jânio foi taxado de autoritário pela oposição e pode ter identificado como suas opções alinhar as políticas externa e interna, seja para ambas agradarem à esquerda ou ambas à direita, ou elevar-se acima das facções políticas e sociais. Porém, ao afirmar que a renúncia era irrevogável, fechando as portas a seu retorno, Jânio tornou sua decisão mais difícil de compreender. Por outro lado, em São Paulo teria dito: "Não farei nada para voltar, mas considero minha volta inevitável".
O plano fracassou: não houve a pressão para efetivar o retorno e PSD e PTB não perderam a oportunidade de voltar ao poder através do vice-presidente. A renúncia no Congresso poderia ter sido atrasada se um só dos deputados pedisse a apuração da assinatura, mas eles estavam desagradados pelos inquéritos. Nem a esquerda e nem a direita queriam defender o presidente. Não havia movimento popular suficientemente organizado para reverter a renúncia e os militares, embora dispostos a barrar a posse de Goulart, julgaram que podiam fazer isso sem Jânio.

## Impasse sucessório

### Veto à posse de Goulart

Ministro da Guerra Odílio Denys

Conforme a Constituição da época,

Art 79. Substitui o Presidente, em caso de impedimento, e sucede-lhe, no de vaga, o Vice-Presidente da República.
§ 1º - Em caso de impedimento ou vaga do Presidente e do Vice-Presidente da República, serão sucessivamente chamados ao exercício da Presidência o Presidente da Câmara dos Deputados, o Vice-Presidente do Senado Federal e o Presidente do Supremo Tribunal Federal.

Como o vice-presidente Goulart estava ausente (na madrugada do dia 26 ainda estava em Singapura, iniciando seu retorno ao país), o presidente da Câmara, Ranieri Mazzilli, imediatamente ocupou o Palácio do Planalto. Fez sua primeira reunião no dia 28, tendo nomeado Floriano Augusto Ramos para a Casa Civil, Ernesto Geisel para a Casa Militar e José Martins Rodrigues para o Ministério da Justiça.
Entretanto o poder de fato estava nas mãos de uma junta formada pelo marechal Denys, almirante Heck e brigadeiro Moss, cujo objetivo era que fossem realizadas novas eleições dentro de sessenta dias, com Mazzilli ocupando a Presidência interinamente. Eles impuseram um estado de sítio não oficial. Aviões que pousavam eram revistados, tanques aguardavam no aeroporto de Brasília e as estradas para os aeroportos estavam ocupadas pelas Forças Armadas, tudo para impedir a entrada do vice-presidente no país. O Congresso discutiu a clara sucessão legal para Goulart, as possibilidades dele não assumir e o veto militar à sua posse, que foi transmitido oficialmente no dia 28 através de Ranieri Mazzilli:
Excelentíssimo Senhor Presidente do Congresso Nacional,
Tenho a honra de comunicar a V. Exa. que, na apresentação da atual situação política criada pela renúncia do Presidente Jânio Quadros, os Ministros Militares, na qualidade de Chefes das Forças Armadas, responsáveis pela ordem interna, me manifestaram a absoluta inconveniência, por motivos de segurança nacional, do regresso ao País do Vice-Presidente João Belchior Marques Goulart.

Mazzilli transmitiu outro comunicado para o povo brasileiro. Perguntado por uma delegação de parlamentares trabalhistas o que aconteceria se Goulart desembarcasse em solo brasileiro para assumir o poder, Odílio Denys respondeu: "Será preso". Tal como em 1955, quando, pressionado pelo ministro da Guerra, o Congresso votou o afastamento do presidente Carlos Luz, o objetivo da junta era que o Congresso, intimidado, declarasse o impedimento de Goulart, efetivando um golpe de baixo custo político para os militares. Entretanto, nem mesmo a UDN aceitou, e no dia 29 o Congresso rejeitou o pedido de impedimento.
Os eventos políticos dos anos 60 que culminariam no golpe de 1964 ocorriam no contexto da polarização entre capitalismo e socialismo, com a Guerra Fria e a Revolução Cubana de 1959. Para os militares que tentaram o veto, Goulart não só causaria o caos e a desordem como ainda era ligado ao comunismo internacional, tendo identificação ideológica com os regimes como o chinês, podendo mesmo levar à implantação desse sistema no Brasil.
Odílio Denys assim esclareceu suas ações: "Chegou a hora de optar entre o comunismo e a democracia". Um manifesto publicado no dia 30 reiterou a posição dos ministros militares, citando o fomento de Goulart às "agitações sucessivas e frequentes nos meios sindicais", acusando-o de declarar apoio aos regimes comunistas e notando a "comprovada intervenção do comunismo internacional na vida das nações democráticas e, sobretudo, nas mais fracas". Postulava que "Na Presidência da República, em regime que atribui ampla autoridade e poder pessoal ao chefe do governo, o sr. João Goulart constituir-se-á, sem dúvida alguma, no mais evidente incentivo a todos aqueles que desejam ver o país mergulhado no caos, na anarquia, na luta civil. As próprias Forças Armadas domesticadas e infiltradas, transformar-se-iam, como tem acontecido em outros países, em simples milícias comunistas".  Redigido por Golbery do Couto e Silva, o documento abria a possibilidade de uma solução parlamentarista ("em regime que atribui ampla autoridade e poder pessoal ao chefe do governo").

### Oposição de forças
Com o rápido abandono das tentativas de reaver o governo de Jânio, a questão tornou-se a posse de Goulart. Enquanto uma comissão de parlamentares estudava uma solução constitucional, o país dividiu-se entre opositores da posse —  parte das Forças Armadas leal aos ministros militares e civis conservadores — e legalistas defensores da posse, que encontraram sua maior força no sul do país, com o governador do Rio Grande do Sul, Leonel Brizola, e, após alguns dias, o comandante do III Exército, o general Machado Lopes.
Os quatro Exércitos eram respectivamente comandados pelos generais Nestor Souto de Oliveira (Primeiro, Rio de Janeiro), Osvaldo de Araújo Mota (Segundo, São Paulo), José Machado Lopes (Terceiro, Porto Alegre) e Arthur da Costa e Silva (Quarto, Recife). À exceção de Lopes, os comandantes dos outros três e dos Comandos Militares da Amazônia e do Planalto estavam fiéis ao ministro da Guerra. O chefe do gabinete do ministro da Guerra era Orlando Geisel.
Os governos estaduais aceitaram o poder dos ministros militares, à exceção do Piauí, que o ignorou, e do Rio Grande do Sul e Goiás, que montaram oposição. Já Carlos Lacerda, da Guanabara, sobressaiu-se entre os governadores como o que mais fez oposição aos legalistas. Os prefeitos do Recife, Miguel Arraes, e de São Paulo, Prestes Maia, defenderam a posse constitucional. Abreu Sodré, membro da UDN e presidente da Assembleia Legislativa, organizou com diversos setores da sociedade paulista a Frente da Legalidade Democrática. O agora senador Juscelino Kubitschek advertiu a Denys: "não insista em se opor à lei e à vontade do povo", enquanto o deputado udenista Adauto Lúcio Cardoso pediu o impedimento de Ranieri Mazzilli e dos ministros militares por crime de responsabilidade.
Em Minas Gerais as fileiras pela legalidade foram engrossadas pelos estudantes da Faculdade de Direito de Belo Horizonte e a Federação da Juventude Operária Católica. Em Niterói e no restante do Rio de Janeiro diversas categorias entraram em greve. Tais movimentos eram influenciados pela decisão tomada pelo Rio Grande do Sul. A causa legalista foi abraçada pela Ordem dos Advogados do Brasil, a União Nacional dos Estudantes, a Frente Parlamentar Nacionalista, a Conferência Nacional dos Bispos do Brasil, a Frente de Resistência Democrática, formada por estudantes e líderes sindicais, e intelectuais como Alceu Amoroso Lima, Aurélio Buarque de Holanda, Darcy Ribeiro, Jorge Amado e Dinah Silveira de Queiroz. Também defendiam a posse associações comerciais e profissionais. A coalizão abrangia grupos de esquerda, nacionalistas e conservadores, incluindo parte do PSD e UDN e associações empresariais como o Conselho das Classes Produtoras (CONCLAP).
Na imprensa a posse foi defendida no Correio da Manhã, Jornal do Brasil e a maioria dos jornais; o Diário de Notícias, por exemplo, considerou que Goulart punha em risco o regime democrático, mas seria pior descumprir a Constituição para impedir sua posse, e o regime seria capaz de controlar qualquer risco em sua presidência. Já O Globo, embora sugerindo uma saída conciliatória, não condenou o veto dos militares, e a Tribuna da Imprensa de Carlos Lacerda defendeu a decisão da junta.

## Acontecimentos na Guanabara

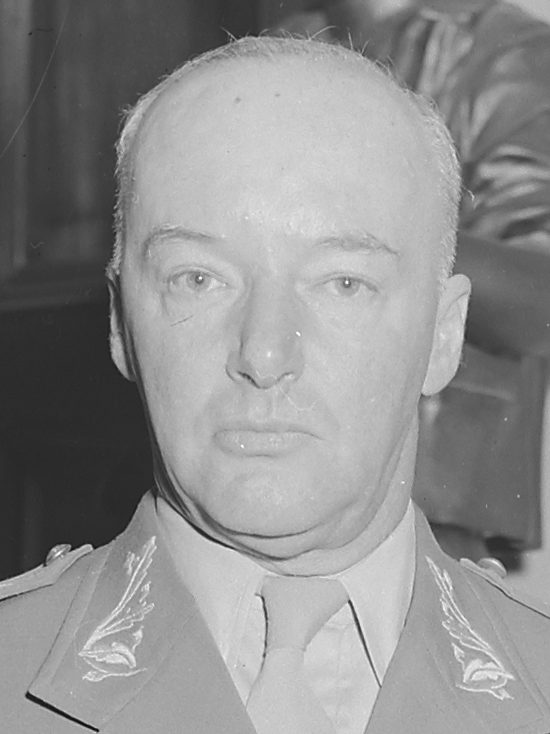
Marechal Lott

No Rio de Janeiro o marechal Lott, que não estava na ativa mas tinha prestígio, posicionou-se na noite do dia 25 a favor da posse. Publicou um manifesto conclamando "todas as forças vivas no país, as forças da produção e do pensamento, os estudantes e intelectuais, os operários e o povo em geral", além dos "nobres camaradas das Forças Armadas", a defender a sucessão legal e impedir a "solução anormal e arbitrária que se pretende impor à nação". Sua casa foi frequentada por legalistas, incluindo militares como Osvino Alves, Nélson de Melo e Jair Dantas Ribeiro. Lott chegou a argumentar com Odílio Denys, seu antigo aliado, pelo telefone, mas ele apenas repetidamente respondeu "Estou ouvindo"; ali presente, o general Olímpio Mourão Filho relata que Denys rejeitou a posse de Goulart por considerá-lo comunista. O deputado Armando Falcão, líder do PSD, ali esteve na manhã do sábado e relata que Lott não contestou os argumentos que fez contra a posse, atribuindo seu posicionamento à pressão de outros oficiais. Porém ainda no dia 25 o marechal declarara a jornalistas que o correto era o cumprimento da Constituição.
Lott teve sua casa cercada pela Polícia Militar, sendo preso na manhã de domingo, dia 27, e levado ao Forte da Laje. Uma mensagem de rádio captada pelo III Exército justificou a medida nos seguintes termos: "Elementos comunistas Congresso estão perturbando encontro solução legal crise decorrente renúncia presidente. Marechal Lott envolvido por tais agitadores lançou manifesto subversivo forçando ministro Guerra determinar sua prisão". Outros militares presos incluíam o ex-ajudante de ordens de Lott, capitão William Stockler Pinto, os majores Frederico Augusto Ferreira e Sousa e Correia Lima, o coronel Jefferson Cardim Osório, o tenente-coronel-aviador Pamplona, o tenente-coronel Antônio Joaquim Figueiredo, o almirante Silva Júnior e o brigadeiro Francisco Teixeira. Navios da Marinha eram usados para o cárcere.
Numa pesquisa de opinião feita pelo Ibope na Guanabara e publicada em 2 de setembro, 91% dos respondentes eram a favor da posse de Goulart, e 9% contra. Porém a presença das Forças Armadas era ostensiva: a Aeronáutica nos aeroportos, Praça XV e Casa da Moeda, a Marinha no Cais do Porto, Praça Mauá, Arsenal de Marinha e toda a orla marítima e o Exército nas estações de trem, redações dos jornais e embaixadas. O Serviço Federal de Informações e Contrainformação (Sfici) estabeleceu a censura, interrompendo ao vivo a difusão do manifesto de Lott pela Rádio Continental. O governo de Carlos Lacerda participou da censura — telefônica, telegráfica e rádiotelegráfica —, que começara censurado uma declaração do ministro Horta, e a distribuição de sua Polícia Militar pela cidade acompanhava a do Exército. À revelia de seu partido, à UDN, onde também havia opositores dos ministros militares, sua Tribuna da Imprensa assim definiu sua posição:
Hoje mais do que nunca os brasileiros estão diante de dois caminhos: a democracia e o comunismo. [...] As Forças Armadas com a sua tradição de democracia e liberdade, e fiéis aos interesses supremos do Brasil e de seu povo, estão decididas a [...] garantir que o Brasil siga o seu caminho e o seu destino de país livre. [...] O dever do povo, portanto, é o de ajudar as Forças Armadas a garantir a liberdade e a paz.
— Tribuna da Imprensa, 29 de agosto de 1961, p. 1

Apesar do discurso de "ordem, tranqüilidade, paz social e união de brasileiros obedientes às Forças Armadas" a repressão mais forte foi na Guanabara, conduzida tanto pelas forças federais quanto pelas estaduais. As manifestações na Cinelândia continuaram nos dias após a renúncia. A Polícia Militar, Delegacia de Vigilância e Departamento de Polícia Política e Social (DPPS) dispersaram os manifestantes com cassetetes, bombas de gás lacrimogêneo e, posteriormente, metralhadoras, chegando a alvejar várias pessoas. No dia 29 a polícia, incapaz de controlar a praça, passou a realizar prisões arbitrárias. Sindicatos foram invadidos, e seus líderes, presos. Edições do Jornal do Brasil, Correio da Manhã, Diário da Noite e Gazeta da Noite foram apreendidas, e Ultima Hora e Diário Carioca chegaram a ter suas instalações ocupadas. A Tribuna da Imprensa era o único jornal sem interferência.

## Legalidade no Rio Grande do Sul

### Alinhamento de forças

#### Definição do governador

Brizola armado durante a Campanha

Após a renúncia de Jânio, em Porto Alegre, tanto a Brigada Militar quanto o III Exército ocuparam pontos estratégicos, em casos estranhando-se. Surgiram manifestações de rua, a princípio pela volta de Jânio. Machado Lopes repreendeu o general Peri Constant Bevilacqua, comandante da 3ª Divisão de Infantaria (3ª DI) de Santa Maria, que enviou um telegrama a Jânio pedindo para reconsiderar a renúncia. O governador Brizola, a princípio, interpretou a renúncia como um golpe contra Jânio e pensou em convidá-lo a resistir em seu estado. Porém, na manhã do dia 26 foi informado através do deputado trabalhista gaúcho Rui Ramos, que o ministro da Guerra não permitiria a entrada de Goulart no país e sua posse.
Naquele dia definiu-se num manifesto. Datado ainda do início da crise, dá atenção ainda à renúncia de Jânio, enquanto aborda a "solução militar" à sucessão de forma genérica, mas deixa claro sua "inalterável posição ao lado da legalidade constitucional"; "Não pactuaremos com golpes ou violências contra a ordem constitucional e contra as liberdades públicas". Esclarece que "O ambiente no Estado é de ordem". Menciona manter contato com militares.
O primeiro foi o general Machado Lopes. Brizola tentou convencê-lo em favor da posse de Goulart, mas o comandante do III Exército limitou-se a responder: "Governador, eu não posso me definir assim. Sou soldado e fico com o Exército". Após a ligação, o governador disse a seus auxiliares que "Ninguém dará o golpe por telefone!" Brizola contatou vários militares pelo país. No Rio de Janeiro falou com Osvino Ferreira Alves, que nada podia fazer: não tinha tropas e era alvo por suas posições nacionalistas. Outro sem tropas, Amaury Kruel, aceitou o chamado a Porto Alegre, onde poderia tomar o lugar de Machado Lopes se o III Exército permanecesse contrário ao governador. Vários oficiais importantes recusaram-se a romper com os ministros militares, como Costa e Silva, no Recife.
Porém, conseguiu contatar Lott antes dele ser preso, e recebeu recomendações de aliados no Rio Grande do Sul: os generais Bevilacqua, da 3ª DI, e Oromar Osório, da 1ª Divisão de Cavalaria (1ª DC) de Uruguaiana, assim como os coronéis Roberto Osório e Assis Brasil. Além de Santa Maria e Uruguaiana, os contatos estenderam-se a comandantes em Santana do Livramento, Cruz Alta e outras cidades do interior.
Dispondo de aliados militares e manifestações populares pela posse em Porto Alegre, Brizola pôde iniciar sua Campanha da Legalidade. Através das rádios Farroupilha e Guaíba, às três da madrugada do dia 27 declarou-se disposto a defender com a força a sucessão constitucional:
O Rio Grande não permitirá atentados. A renúncia do senhor Jânio Quadros é definitiva. Resta agora dar posse ao presidente constitucional do Brasil. Resta entregar a Presidência ao senhor João Goulart. [...] Nós, que governamos o Rio Grande do Sul, não aceitaremos quaisquer golpes. Não assistiremos passivamente a quaisquer atentados às liberdades públicas e à ordem constitucional. Reagiremos como estiver ao nosso alcance. Nem que seja para sermos esmagados. Mas defenderemos nossa honra e as nossas tradições. A Constituição do país tem de ser respeitada.

A esse ponto os civis no Palácio Piratini tinham recebido revólveres Taurus 38. A Brigada Militar distribuiu seus armamentos: soldados e cabos com mosquetões e submetralhadoras INA, sargentos com carabinas 30 e oficiais com pistolas Colt 45. Brizola pessoalmente empunhava uma submetralhadora. Eram também armamentos da Brigada a metralhadora Schwarzlose, o fuzil-metralhadora Ceskoslovenzká Zbrojovka (FMZB) e a pistola automática Royal. Parte dos armamentos aguardava nos estoques desde o governo de Flores da Cunha, nos anos 30, e era de confiabilidade duvidosa. Pela última vez na história, a Brigada estava estruturada como unidade para combate. À época, tinha treinamento para combate e guerrilha, sem o foco no policiamento ostensivo. Seus oficiais ainda tinham mentalidade militar e abraçaram com entusiasmo o retorno à sua função original de exército estadual. Brizola pediu ainda três mil revólveres 38 à Taurus. A Companhia Telefônica foi ocupada militarmente e o transporte aéreo da Varig foi posto sob controle.
Surgiu no Rio Grande do Sul um "estado de exaltação coletiva", com grande parte da população nas ruas, especialmente ao redor do Palácio Piratini. Muitos se voluntariavam a defender o governo estadual. No pavilhão de exposições Mata-borrão, localizado na esquina da Avenida Borges de Medeiros com Andrade Neves, foi estabelecido o "Comitê Central do Movimento de Resistência Democrática", unificando dezenas de comitês. Até a noite de 30 de agosto teve cerca de 45 000 voluntários. A população civil disponibilizava seus veículos para a causa, formando a "frota da legalidade". Também no interior comitês legalistas tinham milhares de voluntários. Os aeroclubes, por exemplo, patrulharam a fronteira com seus "teco-tecos". O Hotel Aliado foi posto à disposição para servir de hospital para combatentes, voluntários doavam sangue e mulheres apresentavam-se como auxiliares de enfermagem.
Enquanto isso, Machado Lopes informava pelo rádio a situação ao Ministério da Guerra. Às 01:20 comunicou que a situação era "tensa porém calma": Brizola resistiria contra qualquer impedimento à posse de João Goulart, mobilizara a Brigada Militar e tinha a seu lado parte da oficialidade, incluindo os comandantes da 1ª DC e 3ª DI. Às 03:04 Odílio Denys respondeu, noticiando a prisão de Lott e ordenando reter os dois comandantes de divisão legalistas em Porto Alegre. Em 03:10 Machado Lopes respondeu: "Entendido, vou providenciar. Situação Porto Alegre muito tensa. Governador Brizola organizou defesa Palácio e parece ter distribuído armamento civis seus adeptos. Estou vigilante manutenção ordem. Seria todo conveniente encontrar solução legal".

#### Cadeia da Legalidade

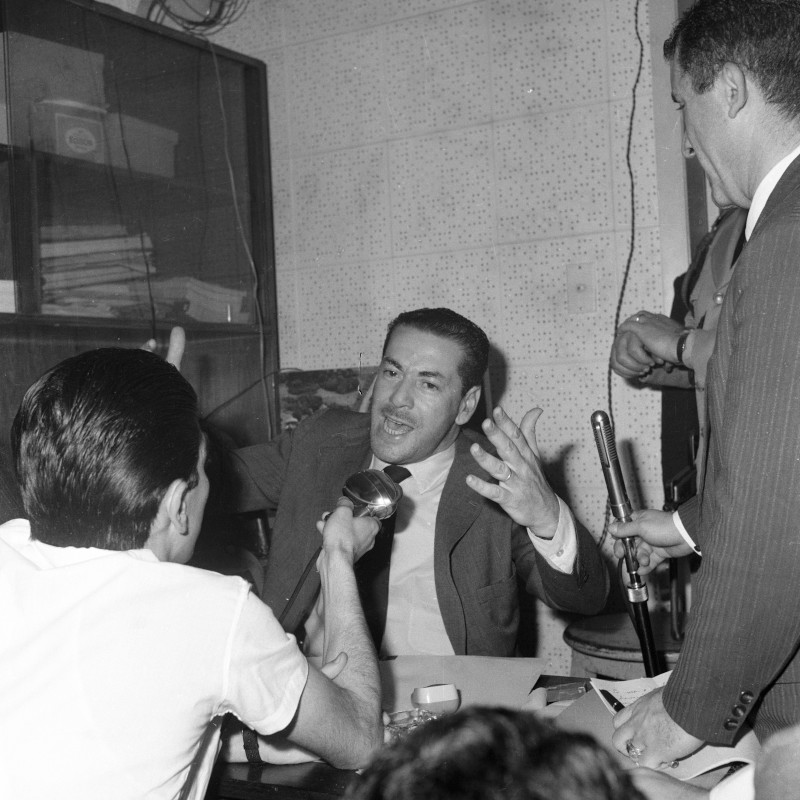
Brizola falando na Cadeia da Legalidade no dia 27 de agosto de 1961

O discurso de Brizola precipitou os acontecimentos, transformando seu Estado no centro da resistência aos ministros militares. Em resposta, o ministro da Guerra mandou lacrar os cristais de várias emissoras de Porto Alegre, levando ao fechamento pelo governo federal das rádios Itaí, Farroupilha e Difusora, que divulgavam os manifestos do governador. Brizola reagiu oficialmente requisitando a Rádio Guaíba, ocupada ao meio-dia do dia 27 por um grupo de choque da Guarda Civil armado de metralhadoras. A Rádio passou à disposição da Secretaria de Segurança e os estúdios foram transferidos para o próprio Palácio Piratini. Os transmissores na Ilha da Pintada foram protegidos por duzentos homens da Brigada Militar, incluindo três metralhadoras pesadas, e lanchas do Corpo de Bombeiros. O engenheiro Homero Simon ligou as linhas dos porões do Piratini à Ilha da Pintada.
150 outras emissoras do estado, país e exterior foram unidas na Cadeia Radiofônica da Legalidade, irradiando discursos em onda curta. Para derrotar os ministros militares o apoio popular e militar no Rio Grande do Sul era insuficiente, e assim a Cadeia da Legalidade foi o instrumento necessário para mobilizar o restante do país.
Sob ordens do ministro da Guerra, por duas vezes o III Exército planejou operações para silenciar a Cadeia da Legalidade, mas em ambas Machado Lopes desistiu da execução. Conforme o jornalista Flávio Tavares, o general Antônio Carlos Murici, chefe do Estado-Maior do III Exército, pensou num ataque anfíbio, mas no reconhecimento a descoberta de uma metralhadora apontada para o rio pelos defensores inviabilizou o plano. Já no depoimento do próprio Murici, a menção existente a um plano descartado é a de cortar a fiação elétrica da ponte e manter um pelotão no local. O sul gaúcho seria deixado sem luz, mas a rádio silenciaria. Ele apresentou o plano a Machado Lopes, que o rejeitou.
Já a invasão por terra foi mais adiante. Seria executada por uma força da Companhia de Guarda, unidade especializada em assaltos rápidos e armada com submetralhadoras. Perto da meia-noite do dia 27, Machado Lopes chamou seu comandante, o capitão Pedro Américo Leal, e ordenou-o que tirasse o cristal do transmissor da rádio Guaíba. O capitão argumentou contra a operação, pois incorreria em baixas, e sugeriu como alternativa cortar a luz, água e telefone da cidade para tomar a rádio na manhã, mas Machado Lopes insistiu. De madrugada a companhia foi acionada, mas Machado Lopes mudou de ideia e cancelou a operação. O coronel Emílio Nerme, subchefe da Casa Militar de Brizola, avalia que o ataque fracassaria contra a Brigada Militar experiente. Para Pedro Américo, teria sucesso, mas com baixas, pois o inimigo estaria na defesa. Para Murici, ocorreria um choque violento com vitória do Exército, pois a unidade estaria em desvantagem numérica, mas com a vantagem de poder do fogo.

#### As ordens contra Brizola

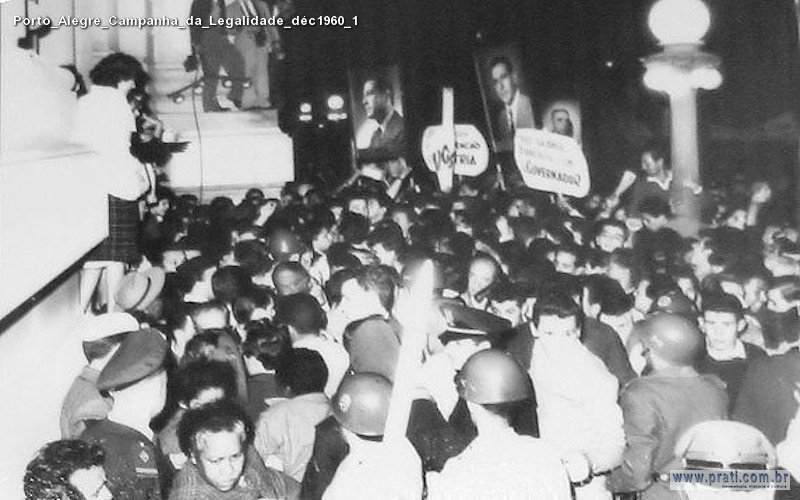
Palácio Piratini, em Porto Alegre, durante a Campanha da Legalidade.

No dia 27, a Brigada Militar estava mobilizada. O Palácio Piratini e seus arredores — a Catedral Metropolitana de Porto Alegre, Palácio Farroupilha e Praça da Matriz — amanheceram fortificados pela Brigada, com sacos de areia, rolos de arame farpado, metralhadoras, incluindo no teto do palácio e torre da catedral, e caminhões trazendo armamentos. Milhares de pessoas estavam na praça.
A fonia era sem sigilo e o governo estadual e III Exército conseguiam monitorar as ligações um do outro. Na tarde do dia 27 um funcionário dos Correios e Telégrafos captou a seguinte mensagem de rádio, enviada por Murici do QG do III Exército a Ernesto Geisel, em Brasília:
Comunico III Exército interceptou mensagem do Governador enderaçada ao Dr. Jango, oferecendo tropas do Rio Grande para serem enviadas via aérea para Brasília, a fim de garantir sua posse. Governador está armando o povo e promovendo agitações no interior do estado. Devido forte tensão é possível que menor incidente desencadeie guerra civil, com graves consequências. Operações-repressão em condições de serem desencadeadas momento oportuno.

Ainda no domingo o comandante da 5ª Zona Aérea, brigadeiro João Aureliano Passos, informou Machado Lopes da ordem recebida do ministro da Aeronáutica: sobrevoar o Palácio Piratini com voos rasantes para intimidar Brizola e calar a Cadeia da Legalidade. Passos recusava-se a cumprir a ordem. Às 05h00 da segunda, compareceu ao QG do III Exército, onde explicou que o voo poderia acirrar os ânimos da população, provocando uma guerra civil. Às 09:45 o III Exército recebeu pelo rádio a seguinte mensagem:
1 – O general Orlando Geisel transmite ao general Machado Lopes, comandante do III Exército, a seguinte ordem do ministro da Guerra:

O III Exército deve compelir imediatamente o Sr. Leonel Brizola a pôr termo à ação subversiva que vem desenvolvendo e que se traduz pelo deslocamento e concentração de tropas e outras medidas que competem exclusivamente às Forças Armadas.
O governador colocou-se, assim, fora da legalidade. O comandante do III Exército atue com a máxima energia e presteza.
2 – Faça convergir sobre Porto Alegre toda a tropa do Rio Grande do Sul que julgar conveniente, inclusive a 5ª Divisão de Infantaria, se necessário.
3 – Empregue a Aeronáutica, realizando inclusive bombardeio, se necessário.
4 – Está a caminho do Rio Grande do Sul uma força-tarefa da Marinha.
5 – Qual o reforço de tropa que necessita?

Machado Lopes respondeu: "Cumpro ordens apenas dentro da Constituição vigente". Orlando Geisel perguntou "onde esta ordem é inconstitucional?", mas o comandante do III Exército já deixara a estação. No futuro Orlando e Ernesto Geisel negaram a existência da ordem, e não há documento nos arquivos do Exército. Segundo Machado Lopes, a ausência do documento é esperada de uma ordem via rádio, mas ela teve cinco testemunhas. Entre elas, Murici confirma que a ordem de Denys era "Use a aviação, indo até o bombardeio se necessário."; enfatiza que eram duas ordens distintas, uma do ministro Grün Moss e outra do ministro Denys. O temor do bombardeio ao Palácio Piratini envolveu uma confusão entre as duas ordens. Seu assistente, o major Schnarndorf, afirma que houve ordem para usar a força contra o Piratini. Segundo recorda o chefe do Serviço de Comunicações, Álcio Barbosa da Costa e Silva, a ordem foi "Tome o Palácio Piratini, prenda o Governador Brizola, recorrendo ao bombardeio, se necessário". Costa e Silva acrescenta que Orlando Geisel condenou a requisição das rádios para a Cadeia da Legalidade, pois "o Poder Concedente é o Governo Federal".

#### Confronto com o III Exército
O arcebispo de Porto Alegre, dom Vicente Scherer, e o prefeito José Loureiro da Silva pediram ao III Exército que evitasse o conflito. O prefeito, inimigo de Goulart, mencionou: "Acho que o melhor é dar posse ao Jango, porque ele é um covarde. Ele assume e depois, conforme o que ele faça, se derruba".
Da meia-noite em diante, o Palácio Piratini preparou-se para um iminente ataque das forças federais. A partir das 02:30 do dia 28, segunda-feira, o ranger das lagartas dos tanques do III Exército era ouvido em Porto Alegre. O 2º Regimento de Reconhecimento Mecanizado tinha seus blindados nas avenidas Mauá e Praia das Belas. Nas trincheiras legalistas estava o Regimento Bento Gonçalves, responsável pela segurança do Palácio Piratini, reforçado por outros destacamentos, somando 300 homens da Brigada Militar sob o coronel Átila Escobar. Os civis também estavam armados, e caminhões, jipes e carros oficiais bloqueavam a passagem nas ruas. Apesar da inferioridade bélica diante do III Exército, havia vontade de resistir.
O Piratini percebeu a ordem do ministro da Guerra para o ataque ao governo estadual ao mesmo tempo que foi informado que o general Machado Lopes queria visitá-lo para negociar. A pressão chegou ao auge. Antes da visita, ocorrida ao redor das 11:00, Brizola foi ao microfone e discursou à cadeia radiofônica. Anunciando a vinda de Machado Lopes, afirmou o que aconteceria se o general o informasse de sua deposição:
(...) se ocorrer a eventualidade do ultimato, ocorrerão, também, conseqüências muito sérias. Porque nós não nos submeteremos a nenhum golpe. A nenhuma resolução arbitrária. Não pretendemos nos submeter. Que nos esmaguem! Que nos destruam! Que nos chacinem, neste Palácio! Chacinado estará o Brasil com a imposição de uma ditadura contra a vontade de seu povo. Esta rádio será silenciada (...). O certo porém é que não será silenciada sem balas.

Quanto à declaração de Odílio Denys de que a escolha era entre comunismo e democracia, afirmou: "Nada temos com os russos. Mas nada temos também com os americanos, que espoliam e mantêm nossa Pátria na pobreza, no analfabetismo e na miséria". Segundo ele, Denys só conseguiria impor sua vontade causando o caos e a ditadura, e então "Nas cidades do interior surgirão as guerrilhas para a defesa da honra e da dignidade, contra o que um louco e desatinado está querendo impor à família brasileira". Leu as ordens de Denys sobre as movimentações do Exército, Força Aérea Brasileira (FAB) e Marinha contra seu governo. Porém, para ele o desfecho sangrento ainda poderia ser evitado, dependendo do que fariam Machado Lopes e a "sargentada humilde".
A Brigada Militar operaria também no interior. Por exemplo, a guarnição de Carazinho atacaria o quartel do Exército em Passo Fundo para conseguir armamentos, exigindo, porém, uma ação para retardar a força do Exército vizinha em Cruz Alta, com participação civil. A Brigada tinha 13 000 homens, e o III Exército, 40 000.
O Exército tinha na capital a Companhia de Guardas, 6ª Companhia de Polícia do Exército, uma fração do 3º Batalhão de Carros de Combate Leves, trazida de Santa Maria, o 18º Regimento de Infantaria, o 2º Regimento de Reconhecimento Mecanizado e um batalhão de engenharia. Um grupo de artilharia e o 19º Regimento de Infantaria estavam próximos em São Leopoldo. O 18º e 19º Regimentos eram de dois batalhões. Além disso, cada divisão de cavalaria havia enviado um esquadrão para Porto Alegre devido ao desfile de Sete de Setembro. Entre eles estava um esquadrão do general Oromar Osório, que chegou à capital em trens e caminhões cedidos pelo governo estadual, o que seria um fator a seu favor.
Para Murici, com essas forças seria possível esmagar o governo gaúcho em Porto Alegre, mas isso arriscaria uma guerra civil. Um grande problema era a perda de coesão do III Exército, que estava enfraquecido pela guerra psicológica de Brizola, com soldados, sargentos e mesmo o baixo oficialato (tenentes) caindo sob a influência da Cadeia da Legalidade. Além disso, para cumprir a ordem do ministro da Guerra, Machado Lopes precisaria enfrentar, além da Brigada Militar e voluntários civis, a 3ª DI e a 1ª DC, que já tinham comandantes legalistas, exigindo operações contra Santa Maria e Santiago. Afora essas, o III Exército tinha mais duas divisões de cavalaria (2ª e 3ª) e uma de infantaria (6ª), além de outra divisão de infantaria (5ª) no Paraná. A 1ª DC era a mais forte entre as de cavalaria, embora não chegasse ao poder da 3ª ou 6ª DIs.

#### Definição de Machado Lopes

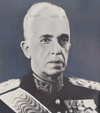
General Machado Lopes, comandante do III Exército

Brizola imaginou que a audiência do comandante do III Exército seria para informá-lo que "já o poder está tomado lá em cima" e aconselhá-lo a renunciar. Por sua vez, Machado Lopes esperava "solicitar ao Governador do Estado as providências necessárias para que moderasse os atos de exaltação revolucionária que vinha praticando, inclusive a devolução da Rádio Guaíba". Porém, o general endossou a causa legalista, concordando com o governador da necessidade da posse de Goulart e rompendo assim com seu superior, o ministro da Guerra.
A decisão foi difícil para Machado Lopes, apegado à hierarquia, mas facilitada pela influência de seus subordinados já legalistas, o reconhecimento de que eles se tornariam inimigos caso Denys fosse obedecido, a insurreição que seria desencadeada, o absurdo da ordem de atacar o governo gaúcho e o apoio popular que seria enfrentado. Conforme alguns depoimentos a decisão não foi pessoal, mas em conjunto com o Estado-Maior e maioria dos oficiais. Ela ocorreu apesar das diferenças político-ideológicas com Brizola: o general era anticomunista e liberal-cristão, de perfil fiel à disciplina militar. A imprensa evitou caracterizar a aliança entre o III Exército e Brizola com o termo "adesão", e uma edição do Última Hora com a palavra foi retirada de circulação. Havia tensão e um esforço para manter um distanciamento, o que é visível nas suas memórias, nas quais insistiu que "Nunca aderi ao Governador Leonel Brizola" e que a Legalidade tinha o apoio dos partidos políticos, de todas as classes sociais e do clero.
Murici foi ao Rio de Janeiro negociar. Quando voltou, no dia 29, tentou evitar a cisão dentro do Exército e reverter a decisão de seu comandante, sem sucesso. Como Murici teria que ser preso se permanecesse em Porto Alegre, foi liberado a ir ao Rio de Janeiro. "Desde que estivesse fora do 3º Exército, estaria livre, inclusive para combatê-lo". Nesse mesmo dia Machado Lopes foi chamado a Brasília, mas anunciou que não obedeceria ao Ministro da Guerra, permaneceria no Rio Grande do Sul e agiria por conta própria. No dia seguinte um decreto nomeou Osvaldo Cordeiro de Farias novo comandante do III Exército, mas Machado Lopes deixou claro que ele seria preso se pousasse em Porto Alegre. Cordeiro de Farias resignou-se a montar um quartel-general na Guanabara. Segundo Moniz Bandeira, o motivo de sua nomeação era sua crescente divergência com o ministro Denys; ao não tomar posse, foi desmoralizado.
Ao meio-dia do dia 28, Machado Lopes transmitiu uma mensagem às unidades subordinadas ao III Exército: "Comunico que tendo recebido ordem do Sr. Ministro, intermédio general Geisel, que implicaria deflagrar guerra civil, declarei que não cumpriria e, a partir deste momento enquanto comandante III Exército, só cumpriria ordens legais dentro Constituição vigente". Alguns depoimentos de oficiais enfatizam que a participação de suas unidades seguiu a hierarquia, com subordinados, mesmo que de opinião diferente, seguindo seus comandantes legalistas. A posição legalista não foi unânime dentro do III Exército. Além da rejeição de Murici, há menção à recusa de grande parte da oficialidade do 19º Regimento de Infantaria em participar e, em Bagé, ao 8º Regimento de Cavalaria e 4º Grupo de Artilharia a Cavalo terem ficado em lados opostos. Em Florianópolis a guarnição do Exército transferiu sua lealdade ao comando local da Marinha, que não era legalista. Os oficiais do 18º Regimento de Infantaria ainda eram fiéis aos ministros militares e o regimento só participou após a insubordinação dos sargentos legalistas. Era uma unidade grande e relevante, sediada em Porto Alegre.

### Na sociedade
A Campanha da Legalidade foi abraçada por amplos setores da sociedade gaúcha: o governo estadual, Brigada Militar, III Exército, figuras políticas, sindicalistas, trabalhadores e estudantes. A causa comum uniu o governo estadual com o Partido Libertador, opositor intransigente, e os rivais esportivos Grêmio e Internacional. Católicos e umbandistas participaram do mesmo lado. Transviários, marítimos, ferroviários, operários da construção civil, metalúrgicos, secundaristas, bancários e enfermeiros formaram os batalhões populares e operários.
Em paralelo com a figura carismática de Brizola, as classes trabalhadoras e sindicais exerceram um papel crucial, tanto durante a campanha quanto para o seu desfecho. No mesmo dia em que Brizola começa a ouvir os rumores de golpe, o Partido Comunista convoca uma reunião para decidir como agir diante da situação que se apresentava. Sob a liderança do Comando Sindical de Porto Alegre é iniciada uma marcha na tarde do dia 25 de agosto, que contou com cerca de 5 000 manifestantes, entre trabalhadores e estudantes, que se concentraram no Largo da Prefeitura de Porto Alegre e caminharam até o Palácio Piratini. Os manifestantes queriam garantir a posse de Goulart, e assim formaram uma aliança entre a classe trabalhadora e estudantil".
O coração da resistência legalista operária eram os Comitês de Resistência. Esses comitês viabilizaram "recrutamento de voluntários a serem utilizados em quaisquer eventualidades [...] O comitê, além disso, realiza passeatas; organiza comícios e palestras; confecciona cartazes alusivos ao movimento e conta com um serviço de coleta de fundo para a resistência". Assim como Brizola iniciou a rede da Legalidade, com intenção de espalhar as notícias sobre a resistência, também os Comitês de Resistência usaram os meios de comunicação como aliados, o jornal "Resistência" circulava pelos comitês com as mais recentes notícias.
O operariado também estava pronto para aderir a uma greve geral, esperando apenas a sinalização do Partido Comunista e dos sindicatos, mas por razões estratégicas a greve não foi deflagrada. No entanto, ficou decidida a criação do Comando Sindical Unificado, tendo como presidente José César de Mesquita, sindicalista pelos Metalúrgicos de Porto Alegre. Os trabalhadores estavam prontos para a luta e eram eles que alargavam as filas nas ruas, clamando para que a Constituição fosse respeitada. No entanto, a figura que se destacou foi a de Leonel Brizola, que percebendo o crescimento do operariado nas ruas, buscou controlar os rumos da resistência. O então governador do Rio Grande do Sul intentou construir para si uma figura de "herói", de "homem providencial", movimentando-se "para que não tivesse que dividir esta condição com muitas outras lideranças, sobretudo as operárias que visavam desvincular o movimento sindical de qualquer tipo de paternalismo".
Aqueles que concordavam ou eram neutros com o golpe dos ministros militares mantiveram relativo silêncio. Entre os poucos políticos gaúchos contrários à legalidade estava Paulo Brossard.
O Última Hora de Porto Alegre, jornal getulista e apoiador de Goulart, ainda assim nem sempre tinha linha favorável a Brizola, mas "as diferenças foram postas totalmente de lado e Brizola acabou por ser heroicizado e canonizado (...) como o líder do movimento". A Revista do Globo deu também apoio entusiástico. O Correio do Povo, conservador, procurou distância de Brizola, mas não era contra a solução constitucional.

## Legalidade no Paraná
Conforme as fontes, o governador Ney Braga ou participou do movimento, emitindo manifesto junto com Mauro Borges, ou teve posição ambígua, não oficialmente sendo contra a posse de Goulart e preferindo o retorno de Jânio, o que gerou críticas. Mas a Legalidade tinha grande apoio popular no Estado. A ela alinharam-se a Assembleia Legislativa, o PTB e PSD estaduais (com a UDN tendo posição ambígua), a 5ª Região Militar do general Benjamin Rodrigues Galhardo (subordinada ao III Exército) e a imprensa. Estudantes, sindicalistas, jornalistas e políticos fizeram comícios e manifestações. O prefeito de Curitiba, general Iberê de Mattos, integrou a Rádio Guairacá à Cadeia da Legalidade e abriu o voluntariado para a participação na luta armada. O Comitê de Arregimentação Democrática teve 1 200 inscritos.

## Legalidade em Goiás

Mauro Borges, governador de Goiás

Mauro Borges, governador goiano, foi ao lado de Brizola o governador mais legalista. Declarou: "Não sou nem jamais fui comunista", mas, "[...] se a sucessão não ocorrer dentro do respeito à Constituição, Goiás estará pronto a lutar em defesa da ordem nacional". De perfil ideológico conciliador, oposto a guinadas ao radicalismo, caracterizou seu esforço como contrário ao estabelecimento de uma "ditadura militar retrógrada". Emitiu seu manifesto pela legalidade no dia 28. Respaldado por seu pai, o também político Pedro Ludovico Teixeira, pelo PSD e pela Assembleia Legislativa, centralizou a causa legalista goiana no Palácio das Esmeraldas, sede de seu governo. O Exército censurou a Brasil Central, emissora estadual empenhada na causa, e todas as comunicações do estado, mas a emissora foi então transferida para o palácio do governador, de onde também passou a operar um serviço de informações.
Oficial da reserva, Mauro Borges estabeleceu um Estado-Maior e liderou o planejamento para, se necessário, defender seu estado, levando em conta a logística e empregando a Polícia Militar do Estado de Goiás e voluntários. O Palácio das Esmeraldas foi dotado de um gerador. Cerca de cinco mil voluntários foram arregimentados em Goiânia para receber treinamento militar, formando o "Batalhão Tiradentes". Os armamentos disponíveis nas lojas foram requisitados e postos sob a custódia do Batalhão Anhanguera da Polícia Militar. Em articulação com o Rio Grande do Sul, a Varig preparou-se para aerotransportar armamentos e munição de Porto Alegre a Goiânia. Foram preparadas missões de engenharia para detonar as pontes em Itumbiara e Cristalina, por onde passavam, respectivamente, as estradas para São Paulo e Brasília. Diante da possibilidade do fechamento do Congresso, Goiânia foi oferecida como sede provisória, na chamada Operação Carrapato. Um carregamento de armas foi enviado à capital pelas estradas vicinais, pois as principais estavam sob o controle do Exército. Uma pista de pouso foi improvisada e protegida por guardas para um possível desembarque de Goulart, para o qual o avião do estado foi posto à disposição.
O Exército levava Goiás a sério. O Distrito Federal está cercado por seu território e dependia da energia da usina de Cachoeira Dourada. No dia 30, informado pela deputada Ivete Vargas que um grupamento de canhões antiaéreos de 40 mm passaria por Goiânia, o governador ameaçou emboscar a força na estrada; não ocorreu tal movimento. Com o temor de um ataque paraquedista, o Palácio das Esmeraldas e prédios ao redor receberam barricadas, canhões e metralhadoras, com policiais e voluntários vigiando pontos da cidade. Às seis da manhã do dia 31, o Exército ocupou o aeroporto de Anápolis com 200 soldados do 6º Batalhão de Caçadores (6º BC), que então aquartelaram-se no Depósito de Subsistência do Exército; o governo goiano declarou que Anápolis não estava ocupada. A guarnição federal no estado era de 849 homens bem armados, contra 300 da Polícia Militar goiana. O Exército tinha dois batalhões de infantaria em Goiás, o 6º BC em Ipameri e o 10º BC em Goiânia, enquanto o Batalhão da Guarda Presidencial estava em Brasília.

## Cisão militar

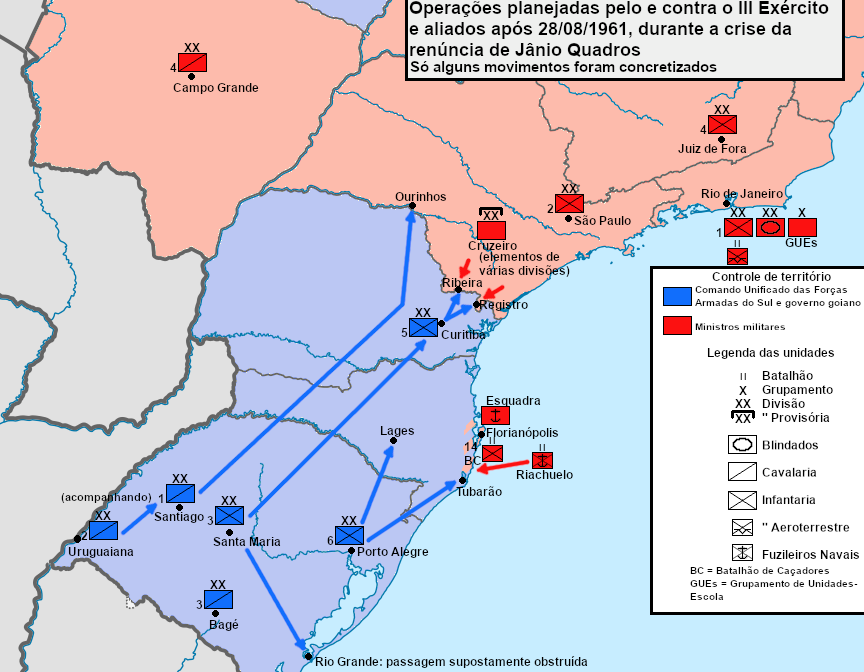
Situação militar e operações planejadas pelos legalistas e seus oponentes

A ruptura entre o III Exército e o Ministério da Guerra acentuou a polarização política existente entre os militares, deixando-os profundamente divididos. Mesmo alguns golpistas de 1964 eram a favor da posse de Goulart em 1961, como Olímpio Mourão Filho e Castelo Branco. Distinguiam-se os legalistas, os defensores da intervenção feita pelos ministros e aqueles que "consideravam prematuro a tomada do poder" devido à resistência que teriam da opinião pública e dos legalistas. Em alguns depoimentos de oficiais fora do III Exército e de opinião legalista, há a nuance de que as suas opiniões foram apesar de, não devido ao Brizola.
Os legalistas triunfaram com a posse em setembro, mas apenas parcialmente, dada a instalação do parlamentarismo. Segundo o brasilianista Thomas Skidmore, os ministros militares não tiveram uma base de apoio suficiente para fazer vencer o veto, pois a crise foi muito súbita, não dando tempo para a formação de uma opinião dentro do oficialato. Teria sido possível impor uma resolução impopular se as Forças Armadas estivessem unidas. Para o historiador militar Hernani D'Aguiar, a junta cometeu um erro estratégico ao permitir o prolongamento da crise, e poderia ter imposto sua vontade com um golpe militar imediato, tomando o governo. Golbery do Couto e Silva viu na falta de apoio popular a causa do fracasso dos ministros militares.
Machado Lopes contava apenas com o "Comando Unificado das Forças Armadas do Sul": o III Exército, uma minoria da Aeronáutica (V Zona Aérea), a Brigada Militar e as Forças Públicas. A BM foi afastada do "inquieto Sr. Leonel Brizola" ao ter seu comandante, coronel Diomário Morgen, integrado ao Estado-Maior. A hipótese da campanha era invadir São Paulo por três eixos e avançar para o Rio de Janeiro. As vantagens esperadas eram as defecções do inimigo e o apoio popular; Machado Lopes esperava que a opinião pública paulista fosse "reviver 1932". O III Exército era o maior, mas o I, na Guanabara, também era forte e contava com a Divisão Blindada e os paraquedistas.
Por sua vez, as forças "do norte" preparavam-se para invadir e esmagar os "rebeldes do sul", dispondo de "maiores efetivos, equipamentos mais modernos, domínio absoluto em blindados, todo o poderio bélico da Marinha e da Aeronáutica, o navio aeródromo, bombas de napalm, etc.". Entretanto sua moral vacilava, ameaçando desmoronar a força. Seus militares e suas famílias estavam sob a influência da Cadeia da Legalidade. Já as forças do sul estavam coesas e fortemente motivadas.
Militares de baixa patente (praças) legalistas, especialmente sargentos, tiveram relevância, em vários casos agindo em grandes números e chegando a romper a hierarquia militar para impedir a ação de oficiais contrários à posse de Goulart. No Rio Grande do Sul foram importantes na adesão do 18º Regimento de Infantaria e na neutralização da Base Aérea de Canoas, e no restante do país apareceram no caso da Operação Mosquito.

### Vias terrestres

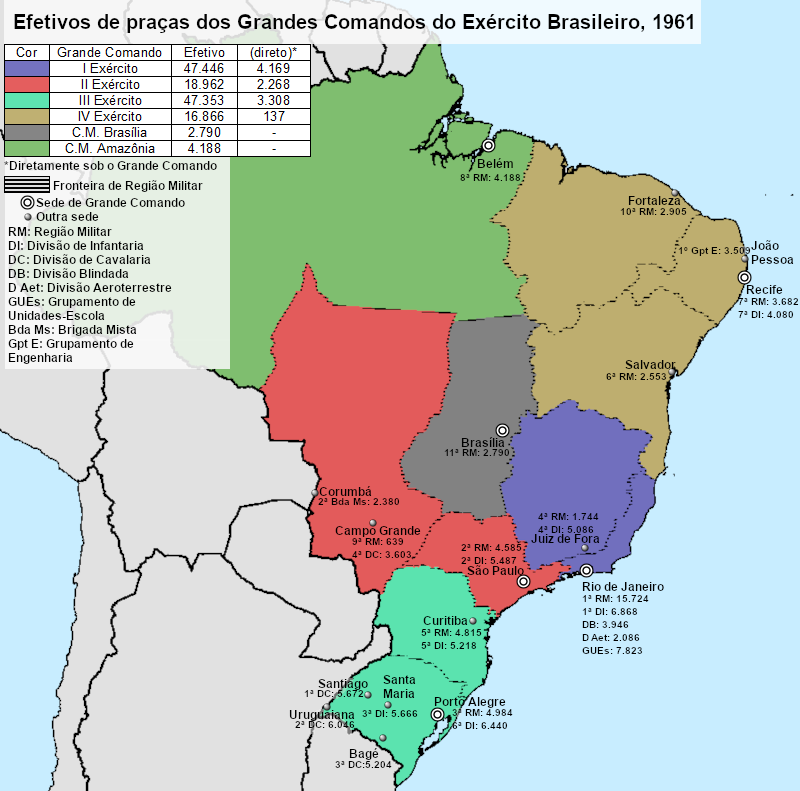
Distribuição dos efetivos em 1961

Em 30 de março as divisões do III Exército já marchavam a norte. Conforme as ordens do dia seguinte, a 1ª DC, passando por Ponta Grossa, invadiria a cidade de São Paulo por Ourinhos e Sorocaba, com a 2ª DC seguindo atrás. A 5ª DI cruzaria a fronteira em Ribeira, avançando na BR-373 até Sorocaba, e por Registro, avançando na BR-116. A 6ª DI concentrou em Vacaria e deslocou-se para Santa Catarina. A 3ª DC e 3ª DI ficaram em condições de seguir a norte, tendo a última recebida como primeiro destino Curitiba. A 3ª DI também enviou um destacamento para o porto de Rio Grande; a preocupação era não só com a campanha terrestre como também com a defesa do litoral. Porto Alegre recebeu forças antiaéreas.
A 1ª e 2ª DC foram deslocadas por ferrovia, mas cada uma recebeu os meios para motorizar um regimento. Os batalhões rodoviários (2º e 3º) e ferroviários (1º e 2º) seriam convertidos em batalhões de engenharia de combate, capazes de atuar com duas companhias de fuzileiros, e encarregados de alguns trechos de rodovia e litoral. A ordem pública coube à Brigada Militar. O combustível líquido duraria 30 dias. Os estados do sul eram autossuficientes em alimentos e podiam ainda recorrer ao comércio com Uruguai e Argentina. O governo estadual emitiu Letras do Tesouro, garantindo a circulação de meio monetário.
A força terrestre encarregada de invadir o sul do país e esmagar os legalistas foi a "Divisão Cruzeiro", comandada pelo general José Theophilo de Arruda. Da Guanabara partiram oito comboios ferroviários. Uma força-tarefa paulista recebeu ordem de seguir ao sul, composta do 4º Regimento de Infantaria, 2º Grupo de Canhões Antiaéreos de 90 mm, 2º Grupo de Canhões Antiaéreos de 40 mm e 2º Esquadrão de Reconhecimento Mecanizado. Entretanto o comandante dos canhões de 40 mm, coronel Celso Freire de Alencar Araripe, comunicou que não sairia de Barueri. Da mesma forma, os canhões de 90 mm permaneceram em Quitaúna.
Também participaria o 2º Regimento de Obuses de 105 mm, de Itu, que, após visita do comandante do componente paulista (GT/4), general Ulhoa Cintra, teve presos todos os seus oficiais superiores, incluindo o comandante, coronel Oswaldo de Mello Loureiro, após a oficialidade solidarizar-se com um major que questionou a campanha e a possibilidade dela ter natureza fratricida. Ainda assim, em 5 de setembro, sob o comando da Artilharia Divisionária de Jundiaí, o regimento enviou seu primeiro Grupo a Juquiá, na BR-116, formando um agrupamento com o 2º Grupo de Obuses de 155 mm, também de Jundiaí.
Ocorreram vários outros casos de insubordinação. Em Minas Gerais, o comandante do 11º Regimento de Infantaria, coronel Luna Pedrosa, não quis mover sua unidade. Em Santos o coronel Creso Coutinho, comandante do 2º Batalhão de Caçadores, negou-se a fazer um deslocamento a Registro. Percebendo a tendência de seus subordinados, o comandante do II Exército gradualmente passou à posição de que aceitaria qualquer decisão do Congresso e não faria obstrução à passagem de Goulart por São Paulo. No Rio de Janeiro, as unidades mais importantes já não aceitavam a decisão do ministro da Guerra: o 3º Batalhão de Carros de Combate, 1º Esquadrão de Reconhecimento Mecanizado, Regimento de Reconhecimento Mecanizado, a maioria dos paraquedistas e subunidades do 1º Regimento de Obuses e Regimento-Escola de Infantaria. Em 1º de setembro, vários generais e almirantes na cidade manifestaram-se contra o impedimento de Jango. O dispositivo militar de Odílio Denys estava cada vez mais fraco.
Na fronteira São Paulo–Paraná, houve contato entre as forças oponentes na região de Ribeira e na BR-116. Esta foi bloqueada pela 5ª Região Militar com o "Destacamento Iguaçú", formado a partir do CPOR de Curitiba e incluindo uma bateria de artilharia. O Destacamento fez um trabalho de engenharia, improvisando explosivos na estrada; pediu minas anticarro ao 5º Batalhão de Engenharia de Combate, de Porto União, mas ele não quis entregá-las. Segundo um oficial a tropa do Destacamento não queria combater e o oponente era muito mais forte. Do outro lado, estava próximo o 4º Regimento de Infantaria. Segundo Machado Lopes, o general Públio Ribeiro, comandante da vanguarda das tropas paulistas de Ulhoa Cintra, informou-lhe que "se tivesse de entrar em ação, não seria contra o III Exército", com manifestações semelhantes de outras guarnições.
| Composição da Divisão Cruzeiro | Composição da Divisão Cruzeiro | Composição da Divisão Cruzeiro |
| Componente                     | Efetivo                        | Efetivo                        |
| Componente                     | Oficiais                       | Praças                         |
| ------------------------------ | ------------------------------ | ------------------------------ |
| Total                          | 546                            | 9 815                          |
| Quartel-general                | 30                             | 111                            |
| Destacamento Alfa              | 252                            | 4 066                          |
| Destacamento Beta              | 111                            | 2 334                          |
| Destacamento Gama              | 92                             | 2 102                          |
| Destacamento Delta             | 61                             | 1 202                          |

### Bases aéreas

Gloster Meteor da FAB

A Base Aérea de Canoas, no Rio Grande do Sul, possui-a 16 caças Gloster Meteor (F-8) do 1º Esquadrão do 14º Grupo de Aviação, 12 deles operacionais e armados com bombas. Segundo o aviador Oswaldo França Júnior, que servia na base, no dia 27 o comandante do esquadrão, major Cassiano Pereira, discutiu entre os oficiais o bombardeio ao Palácio Piratini e as torres de rádio, a ser realizado ao raiar do dia seguinte, horário posteriormente alterado para 14h30. Também os sargentos da base e os civis monitorando o tráfego telegráfico concluíram que haveria bombardeio. Os oficiais pilotos, todos de fora do Rio Grande do Sul, não contestaram a ordem, mas na madrugada do dia 28 os sargentos gaúchos sabotaram a operação, esvaziando os pneus, desarmando os aviões e informando Brizola e Machado Lopes. Surgiu extrema tensão entre o tenente-coronel Honório Pereira Magalhães, comandante da base, e os sargentos legalistas, sobre os quais perdeu o controle.
O brigadeiro Passos, superior do tenente-coronel, era contra a operação e solicitou seu adiamento, mas conforme Flávio Tavares, ainda assim repassou a ordem a seus subordinados, não conseguindo se definir. À tarde o comandante da base declarou que a nova ordem era apenas para deslocar os aviões a Cumbica, em São Paulo, e que tanto ele quanto o brigadeiro eram contra o sobrevoo intimidatório do Palácio Piratini. Os comandados não acreditaram. A rebelião só foi desarmada na manhã do dia 29, quando, a pedido do brigadeiro Passos, o III Exército ocupou a base e por algumas horas prendeu os sargentos. O novo comandante da Base foi o major Mário de Oliveira, e da 5ª Zona Aérea, o tenente-coronel Alfeu de Alcântara Monteiro, com seus antecessores indo ao Rio de Janeiro. Conforme Machado Lopes, o próprio brigadeiro Passos, que não era legalista, ao saber da mudança de lado do III Exército, comunicou que estava preso em casa. Porém ele recebeu um DC-3 para que saísse do Rio Grande do Sul com sua família; "Tenho a consciência tranquila de não ter constrangido a liberdade de ninguém, e os que me apoiaram o fizeram com absoluta espontaneidade".
O novo comandante da Zona Aérea aderiu a Machado Lopes. Enquanto isso, os aviões e os oficiais não legalistas deixaram a base, desarmados, rumo a São Paulo, onde a FAB concentrava seu poder de fogo para o conflito com Machado Lopes. Uma das operações da Aeronáutica foi sobrevoar o sul e jogar panfletos instando a tropa a desobedecer à autoridade de Machado Lopes. Por acidente, os panfletos foram jogados em Rivera, no Uruguai. O comandante legalista da Força Aérea em Belém, coronel Fausto Gerp, foi preso.
Ernesto Geisel propunha conquistar o Aeroporto Afonso Pena, em Curitiba, com um batalhão de paraquedistas e então pousar ali o Regimento-Escola de Infantaria, bem armado e o único regimento de infantaria completo do país, conseguindo a adesão da pequena guarnição da capital paranaense. Cordeiro de Farias então assumiria o comando em Curitiba. Porém Odílio Denys não queria usar os paraquedistas por considerá-los sua reserva, uma avaliação rejeitada por Geisel, pois a função da reserva seria justamente "obter uma decisão num ponto crítico".

### Litoral

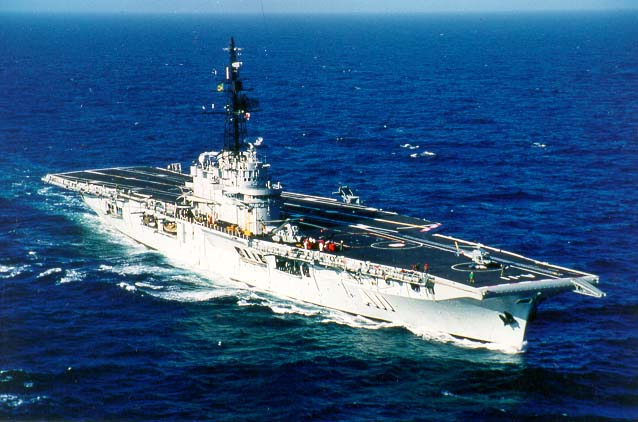
NAeL Minas Gerais (A-11)

Quando Jânio Quadros renunciou, o contratorpedeiro de escolta Baependi estava atracado no Porto de Porto Alegre para receber uma visita presidencial à cidade, que não se concretizou. Posteriormente, Machado Lopes justificou o uso de tanques nas ruas da capital como tendo sido apenas para defender contra o navio, e não para atacar o Palácio Piratini. A embarcação deixou a cidade no dia 31 por causa da crise. O comandante do Bracuí, atracado no Recife, desobedeceu às ordens do Terceiro Distrito Naval, que era contrário à posse de Goulart. No Ajuricaba, que zarpava rumo ao porto do Rio Grande,  os marinheiros, liderados por um suboficial legalista, prenderam os oficiais e tomaram o controle do navio.
O comandante da Capitania dos Portos do Rio Grande do Sul, capitão-de-fragata Humberto J. Pittipaldi, ficou em situação equivalente à do brigadeiro Passos e recebeu liberdade para deixar Porto Alegre.
Em Florianópolis, o contra-almirante Luís Clovis da Silveira, comandante do 5º Distrito Naval, permaneceu fiel aos ministros militares. Censurou os noticiários, conseguiu a adesão do tenente-coronel Silvio Pinto da Luz, comandante dos 700 homens do 14º Batalhão de Caçadores, e assumiu o controle da capital catarinense, tendo mais autoridade que o próprio governador. Em 2 de setembro foi reforçado pela 2ª Companhia do 2º Regimento de Infantaria, vinda do Rio de Janeiro, composta de recrutas com menos de um mês de serviço.
A Marinha reforçou Santa Catarina com as operações "Anel" e "Abelha". A primeira consistia em oito navios: o porta-aviões Minas Gerais, barcos de escolta, contratorpedeiros e um cruzador. Em 3 de setembro foram avistados a dois quilômetros da Praia dos Ingleses, a norte da ilha de Santa Catarina, por um voo de reconhecimento da Legalidade. A presença de aviões P-16 é notada em uma fonte, enquanto outra esclarece que o navio zarpou sem a aviação embarcada. A outra operação foi o embarque dos fuzileiros navais da artilharia e do Batalhão Riachuelo, empregando inclusive dois navios mercantes requisitados, mas a crise foi solucionada antes dos fuzileiros precisarem desembarcar no litoral catarinense. Em 1º de setembro, Machado Lopes negou à imprensa que houvesse desembarque da Marinha em Santa Catarina, afirmando tratar-se apenas de substituição de efetivos de rotina.
A Folha da Tarde relatou em 4 de setembro que o III Exército controlava as guarnições do interior e o litoral norte catarinense (Itajaí e São Francisco do Sul), enquanto a Marinha dominava a capital e o litoral sul (Laguna e Imbituba). Outra fonte menciona, porém, um risco de confronto entre o III Exército e uma parte do 23º Regimento de Infantaria em posição na ponte de Cabeçudas, perto de Laguna. Machado Lopes deslocou na direção de Santa Catarina forças-tarefa da 6ª DI, uma pelo interior e outra pelo litoral.
Pelo interior, o 19º Regimento de Infantaria acompanhado do I Grupo do 6º Regimento de Obuses 105 mm entrincheiraram na região de Lages. Pelo litoral (Torres para Tubarão) seguiram o 1º Batalhão do 18º Regimento de Infantaria, um batalhão da BM, um pelotão de reconhecimento mecanizado e uma companhia de engenheiros. A participação da BM era o Batalhão de Operações, força mista de várias unidades, com 637 homens sob o major Heraclides Tarragô. Ele deslocou-se a Torres, próximo à fronteira catarinense, entrincheirando para defender o litoral.
Contra uma possível invasão anfíbia, um Destacamento Misto sob o General Santa Rosa defendia o litoral. Além disso, a "Operação Tartaruga" dos sulistas simulou a obstrução da barra em Rio Grande com um falso afundamento de chatas carregadas, dando a entender à Marinha que seria impossível adentrar a Lagoa dos Patos. Uma obstrução real seria custosa para reverter. A barra em Rio Grande era também defendida pelo 1º Batalhão do 9º Regimento de Infantaria e o 7º Grupo de Artilharia de Costa.

## Solução parlamentar

8 de setembro: posse de Tancredo Neves como primeiro-ministro, com a presença do presidente João Goulart

A princípio Goulart pensou em renunciar para que se fizessem novas eleições, mas ao saber do golpe dos ministros militares, julgou que a renúncia seria sua "autoemasculação" e que "As acusações que fazem contra mim me impedem de renunciar". De Singapura, chegou no dia 28 em Paris, passando por Zurique. Na Europa falou à imprensa internacional e manteve contato telefônico — grampeado pelo governo dos ministros militares — com o Brasil. Santiago Dantas sugeriu que renunciasse. Goulart recusou, mas autorizou que o Congresso declarasse seu impedimento se fosse a única forma de evitar o derramamento de sangue. O retorno ao país foi demorado para que houvesse tempo para as negociações políticas. Em 29 de agosto foi a Nova Iorque. De lá, com escalas em Miami, no Panamá e em Lima, chegou no dia 31 a Buenos Aires. Arturo Frondizi, presidente argentino, era vítima de vários golpes e temia a repercussão da presença de Goulart, isolando-o com soldados do contato com jornalistas e políticos. No mesmo dia seguiu a Montevidéu, onde chegou a ser recebido pelo ministro das Relações Exteriores do Uruguai.
Enquanto isso, o Congresso encontrou a solução conciliatória do parlamentarismo, que empossaria Goulart com poderes reduzidos. Antes da aprovação, que ocorreu na madrugada de 2 de setembro, o pessedista Tancredo Neves foi a Montevidéu e a muito custo convenceu Goulart a aceitar a mudança constitucional. Tancredo argumentou que os poderes não eram tão reduzidos e entrar em Brasília com poderes plenos era possível, mas só à frente de um exército em operações. Jango respondeu: "Se eu tiver de derramar sangue brasileiro, renuncio à presidência agora mesmo". Mas ele tinha vários outros motivos possíveis para aceitar: a intenção de recuperar seus plenos poderes, que de fato concretizou em 1963, e a avaliação de que se de fato tentasse uma invasão até Brasília, a recompensa política ficaria nas mãos de Brizola e não dele.
Foi preciso ainda o consentimento dos ministros militares, e antes da votação da emenda eles foram pressionados por governadores e generais a aceitar a decisão do Congresso, qualquer que fosse. O marechal Denys, percebendo o fracasso do golpe e a desobediência civil e militar, aceitou. O almirante Heck e brigadeiro Moss não gostaram, mas nada podiam fazer sem o Exército. Os militares brasileiros são historicamente opostos ao parlamentarismo, mas aceitar o sistema foi para a junta a "saída honrosa" da crise. Além disso, aceitar a posse evitava que ela ocorresse "na crista de um movimento de massas".
A opinião pública, por sua vez, conforme a pesquisa do Ibope na Guanabara, preferia a posse de Goulart sob o presidencialismo. Ainda assim, no Rio de Janeiro houve celebração com a resolução da crise. Já Carlos Lacerda considerou ruins tanto o parlamentarismo quanto a posse.
A maior oposição veio de Brizola, que não viu legitimidade na aprovação do parlamentarismo, pois "O Congresso Brasileiro encontra-se sob coação militar. O Brasil está praticamente em estado de sítio. (...) No Rio de Janeiro, existem milhares de presos. A imprensa censurada, o rádio censurado, com inúmeras emissoras suspensas. (...) O Congresso se encontra prisioneiro do poder militar, coagido pelos ministros militares". Preferia uma posse com poderes plenos garantida por uma ofensiva do III Exército, Brigada Militar e corpos de voluntários para fora do sul do país. As esquerdas avaliaram a instituição do parlamentarismo como "golpe branco". No Rio Grande do Sul houve decepção entre militantes da Campanha da Legalidade.
Goulart foi a Porto Alegre no dia 1º de setembro, mas não discursou ao público. No dia 4, Ranieri Mazzilli garantiu ao Congresso o desembarque seguro em Brasília para o dia seguinte. Entretanto, surgiu novo empecilho à posse: à noite deputados e senadores que seguiriam de Brasília a Porto Alegre para buscar Goulart foram impedidos de embarcar. O ministro da Aeronáutica havia informado ao presidente interino Mazzilli que elementos inconformados na FAB pretendiam abater o avião presidencial no trajeto entre Porto Alegre e Brasília, na "Operação Mosquito". No início do dia seguinte os ministros militares se apresentaram a Mazzilli, com o brigadeiro Grün Moss apresentando sua renúncia, que foi recusada.
Os três diziam-se incapazes de evitar a operação. Quando Mazzilli insistiu com perguntas, como o porquê de não ameaçarem abater eles mesmos o caça que decolasse para esse fim, responderam que a hora da partida do avião presidencial seria conhecida pelo rádio em todas as bases aéreas e a decolagem poderia ser de qualquer uma. Ernesto Geisel, presente à conversa, sugeriu interditar a base aérea com o Exército. Os ministros militares acabaram cedendo e ocorreu o desembarque em segurança em Brasília, com a base aérea ocupada por soldados. O desmantelamento da Operação Mosquito foi assim feito nos altos escalões. Conforme outras fontes, sua neutralização também ocorreu pelos sargentos da base aérea em Brasília, que sabotaram os quatro F-8s transferidos da Base Aérea de Santa Cruz, no Rio, para esse fim.
João Goulart tomou posse na Presidência da República em 7 de setembro. O Presidente do Conselho de Ministros, isto é, primeiro-ministro, foi inicialmente Tancredo Neves, e o gabinete, conciliador, unindo o PTB, PSD e UDN.

## Atitudes estrangeiras
A renúncia de Jânio Quadros foi surpresa no exterior. O jornal francês Le Monde especulou de uma renúncia de Goulart seguida de eleições, enquanto o britânico Daily Mail imaginou um retorno de Jânio ao poder. A agência soviética TASS acusou a Central Intelligence Agency (CIA) americana de estar por trás da renúncia, e o bloco oriental mostrou-se solidário ao renunciante.
Seria de praxe o governo americano exigir o cumprimento da sucessão constitucional no Brasil, mas rompendo com essa tradição, houve silêncio, sem condenação ao veto civil-militar à posse do vice na Presidência vaga. Como argumentou Niles Bond, adido americano, "Embora declaração apoiando processo constitucional possa parecer mera reiteração da posição tradicional dos EUA, na presente situação Brasil ela constituiria claro endosso causa Goulart, que seria fortemente ressentida por aqueles de nossos amigos que apoiam esforços militares para excluir Goulart da Presidência por razão de sua conhecida simpatia comunista".
Porém, conforme Moniz Bandeira, com base em depoimento do almirante Heck, eram duas as políticas americanas. De um lado, o Pentágono e a CIA apoiavam o golpe. Do outro, o Departamento de Estado e a Casa Branca de John F. Kennedy eram contra, e os ministros militares receberam informe ameaçando o corte da ajuda financeira ao Brasil se a sucessão não fosse respeitada, o que influenciou na sua aceitação da investidura de Goulart. À época, a política adotada na conferência de Punta del Este era de não dar apoio a países com ditaduras, poder legislativo não funcional ou ausência de eleições periódicas. Uma regra criada contra Cuba, mas que poderia ser aplicada ao Brasil. A literatura concorda que a Casa Branca foi contrária ao impedimento da posse, mas há registro documental de que Kennedy desaprovava de Goulart, tendo dito em 31 de agosto que "Nós não queremos esse camarada por quatro anos e meio". Porém, o governo americano não quis tomar partido de Denys ao constatar sua falta de apoio entre os militares.

## Desdobramentos

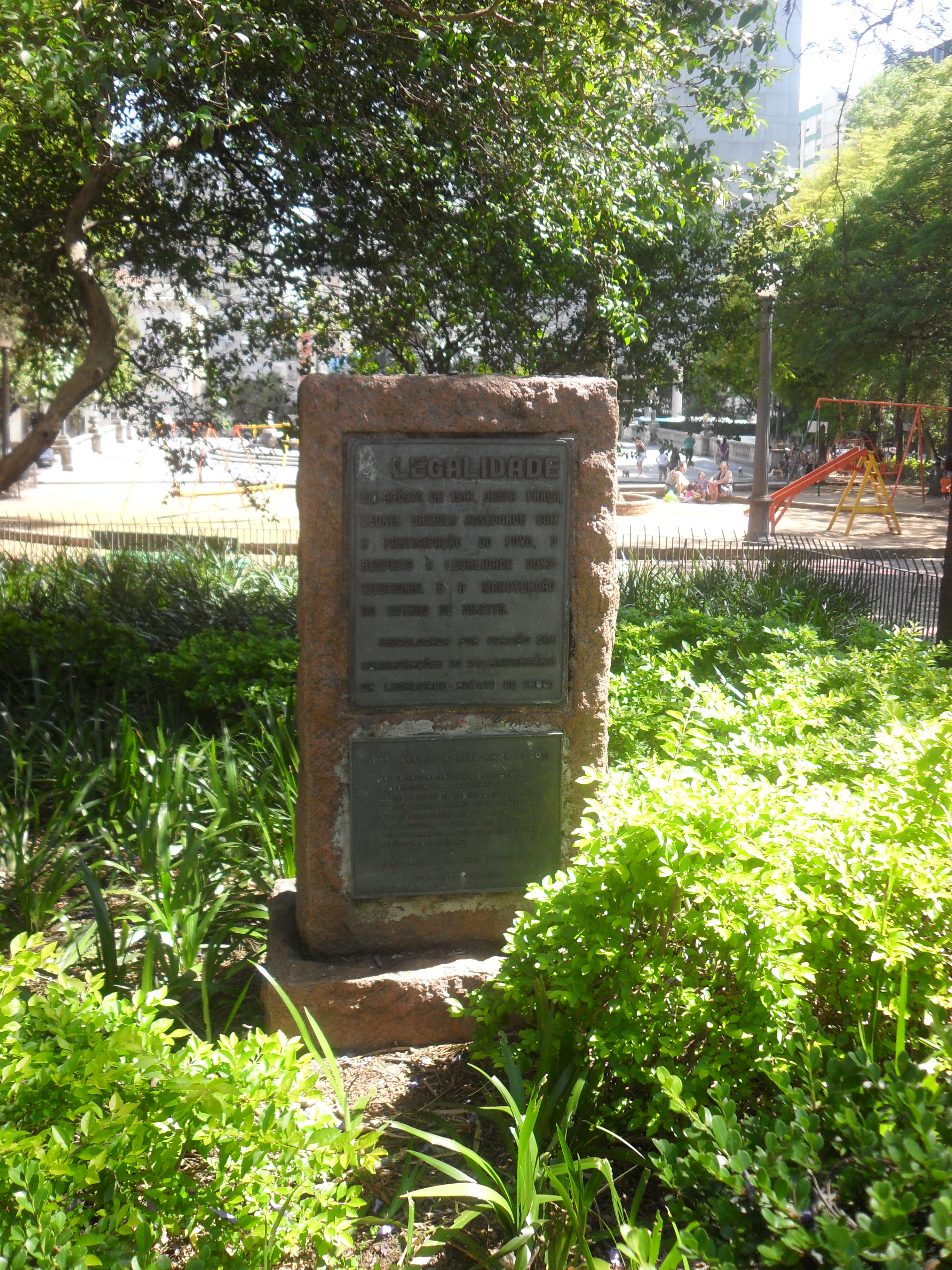
Monumento à Cadeia da Legalidade em Porto Alegre

A Emenda Constitucional n. 4, que estabeleceu o parlamentarismo, previa um plebiscito em abril de 1965 para escolher entre a permanência do novo sistema de governo ou o retorno ao presidencialismo. Porém Goulart conseguiu manobrar politicamente para antecipar a votação, e, com grande respaldo do eleitorado, recuperou seus poderes presidenciais plenos em janeiro de 1963. "Utilizado como simples expediente para resolver uma crise, o parlamentarismo não poderia durar", e por esse caráter de solução apressada foi lembrado na história política como um "remendo".
Em seu governo de 1961 a 1964, as crises política e econômica se aprofundaram, culminando em 31 de março de 1964, com a rebelião da 4ª Região Militar do general Mourão Filho. O golpe militar resultante derrubou o governo Goulart, pôs fim à República Populista (1946–1964) e iniciou a ditadura militar brasileira (1964–1985). "A tentativa de golpe em 1961 deixava evidente que um golpe certeiro ganhava corpo, apenas restava saber quem o faria". O veto dos ministros militares em 1961 é chamado de "ensaio geral" para 1964. Entretanto, o historiador Jorge Ferreira argumenta contra uma interpretação teleológica das crises da República Populista em 1954, 1955 e 1961, de que seriam antecessores de um golpe inevitável que se concretizou em 1964; segundo ele, cada momento teve suas particularidades e não era inevitável. Nos três primeiros casos, forças civis e militares de direita interferiram na sucessão legal de poder dominada pelo PSD e PTB, fracassando por falta de apoio. Em 1964 houve sustentação suficiente na sociedade e Forças Armadas para o sucesso da interferência, contando também com apoio externo dos Estados Unidos.
Goulart e seus assessores tentaram garantir seu mandato construindo um dispositivo militar e isolando os conspiradores. Houve vingança contra os responsáveis pelo impedimento em 1961, sendo preteridos nas promoções, transferidos a cargos burocráticos e/ou deixados para a reserva. Os generais promovidos na gestão de Odílio Denys no Ministério da Guerra não receberam promoções adicionais. Porém, não houve transferências compulsórias à reserva ou expulsão das Forças Armadas.
Após a crise, Brizola ganhou prestígio no país e radicalizou suas posições políticas. Em 1962, foi eleito deputado federal pela Guanabara. A participação política dos praças das Forças Armadas, que tiveram suas primeiras aparições ao grande público, ainda modestas, na Campanha da Legalidade, tornou-se um movimento em defesa dos interesses da "classe" e das propostas nacionalistas e reformistas, como as reformas de base propostas pelo presidente. Surgiram problemas disciplinares e duas rebeliões: a Revolta dos sargentos de 1963, em Brasília, e a Revolta dos Marinheiros de 1964, na Guanabara. Os movimentos dos praças indispuseram a oficialidade contra o presidente e o motim da Marinha ocorreu poucos dias antes da eclosão do golpe.
O discurso anticomunista permaneceu, e segundo Brizola, "todos os movimentos sociais e políticos que defendiam reformas sociais, direitos dos trabalhadores ou dos sem-terra, eram acusados de comunistas, agitadores, inimigos da ordem". Os "elementos partidários ligados ao bloco liberal-oligárquico e favoráveis a uma participação do capital estrangeiro", muitos dos quais apoiaram a posse, tiveram melhor articulação política através do Instituto de Pesquisas e Estudos Sociais (Ipes), permitindo que montassem oposição a Goulart. Enquanto isso, ainda em 1961, surgiam articulações conspiratórias contra o novo presidente, com reuniões de militares sob o almirante Heck em novembro, no Rio de Janeiro, e de civis com os generais Dalísio Menna Barreto e Agostinho Cortes em São Paulo.
Durante o golpe, a oposição a Goulart constituiu sua própria cadeia radiofônica, a "Cadeia da Liberdade", com as emissoras de rádio de Minas Gerais e São Paulo, de forma a copiar a bem-sucedida estratégia de Brizola em 1961. Em Porto Alegre, o general legalista Ladário Pereira Teles assumiu o III Exército em 1º de abril e Brizola, presente em Porto Alegre, tentou uma segunda Campanha da Legalidade, procurando manter o poder do presidente no Rio Grande do Sul, para posteriormente recuperá-lo no país. Chegou a utilizar emissoras requisitadas para uma nova Cadeia da Legalidade, mas não teve sucesso em repetir a fórmula de três anos antes. Mesmo com um comandante legalista novamente em Porto Alegre, no interior do Rio Grande do Sul as unidades em sua maioria aderiram ao golpe. Abelardo Jurema também tentou reeditar a Legalidade ocupando a Rádio Nacional em 31 de março, mas ela foi censurada pela FAB.
Na noite do dia 31, o general Amaury Kruel, comandante do II Exército, ofereceu ao presidente o seu apoio caso ele rompesse com a esquerda, mas Goulart recusou. Comparando tal rompimento com o parlamentarismo, julgou que seu poder seria ainda menor, e não quis tornar-se presidente figurativo. Para Tancredo Neves explicou que seria possível permanecer no poder com o realinhamento de sua base de apoio, pois o alvo não era ele, mas as reformas. Mas tampouco quis o combate: em 2 de abril em Porto Alegre, ainda dispondo de uma minoria de forças, declarou que "Não desejo derramamento de sangue em defesa do meu mandato", deixando a cidade e em poucos dias, indo ao exílio.

## Cronologia
- 28 de julho, sexta-feira: Vice-presidente João Goulart parte em missão diplomática.
- 15 de agosto, terça-feira: Missão chega a Pequim.[33]
- 18 de agosto, sexta-feira: Carlos Lacerda, governador da Guanabara, vai a Brasília encontrar o presidente Jânio Quadros.
- 19 de agosto, sábado: Lacerda retorna ao Rio de Janeiro. Jânio condecora Che Guevara.
- 22 de agosto, terça-feira: Em São Paulo, Lacerda acusa Jânio de querer dar um golpe.
- 24 de agosto, quinta-feira: Lacerda repete as acusações, com grande impacto.
- 25 de agosto, sexta-feira: Jânio renuncia. Ranieri Mazzili, presidente da Câmara dos Deputados, chega ao Palácio do Planalto.[33]
- 27 de agosto, domingo: O marechal Lott é preso. Governo federal fecha rádios de Porto Alegre. Leonel Brizola, governador do Rio Grande do Sul, requisita a Rádio Guaíba.
- 28 de agosto, segunda-feira: Jânio Quadros deixa o país. O Congresso é formalmente comunicado do veto militar à posse de João Goulart. O general Machado Lopes, comandante do III Exército, se alia a Brizola.
- 1º de setembro, sexta-feira: Goulart chega a Porto Alegre.
- 2 de setembro, sábado: Aprovada a emenda constitucional do parlamentarismo.
- 5 de setembro, terça-feira: Superada a dificuldade da Operação Mosquito, Goulart chega a Brasília.
- 7 de setembro, quinta-feira: Posse presidencial.

### Citações
1. ↑  Fausto 2001, p. 238-239.
2. 1 2 3  Del Priore & Venancio 2010, cap. 29.
3. ↑  Costa 2004.
4. 1 2 3 4 5 6 7 8 9 10 11 12 13 14 15  Schwarcz & Starling 2015, cap. 16.
5. ↑  Skidmore 1982, p. 234-235.
6. ↑  Fausto 2001, p. 241.
7. ↑  Skidmore 1982, p. 243-244.
8. ↑  Skidmore 1982, p. 240-241.
9. 1 2 3 4 5 6  Fausto 2001, p. 242-243.
10. ↑  Ferreira & Delgado 2019, cap. 6.
11. ↑  Skidmore 1982, p. 246.
12. 1 2 3  Ferreira & Delgado 2019, cap. 12.
13. ↑  São Paulo 2011.
14. ↑  Caldas 2001.
15. 1 2  Silva 2004, p. 103-107.
16. 1 2 3 4 5  Markun & Urchoeguia 2017, cap. 3-4.
17. ↑  Silva 2004, p. 110.
18. 1 2  Sul21, 1 de junho de 2011.
19. 1 2  Skidmore 1982, p. 252-253.
20. 1 2 3  Rossi 2020, p. 325-326.
21. 1 2 3  Markun & Urchoeguia 2017, cap. 6.
22. 1 2 3 4  Markun & Urchoeguia 2017, cap. 8.
23. 1 2 3 4  Sul21, 17 de maio de 2011.
24. 1 2 3  Ferreira 2011, p. 224-227.
25. ↑  Rossi 2020, p. 324.
26. ↑  Silva 2014, p. 124-125.
27. 1 2  Ferreira & Delgado 2019, cap.12.
28. ↑  Atassio 2007, p. 47-49.
29. ↑  Melo 2009, p. 92-93.
30. ↑  «A renúncia de Jânio». Consultado em 21 de junho de 2021. Cópia arquivada em 21 de junho de 2021
31. ↑  Ferreira 2011, p. 227-228.
32. ↑  Skidmore 1982, p. 250-251.
33. 1 2 3 4 5 6  Villa 2004, "Vamos jangar".
34. 1 2 3  Markun & Urchoeguia 2017, cap. 12.
35. ↑  CPDOC FGV 2001, Juntas Militares.
36. ↑  Skidmore 1982, p. 255.
37. 1 2  Braga et al. 2014, p. 62.
38. 1 2 3 4 5  Ferreira & Delgado 2019, cap. 11.
39. ↑  Burnier 2005, p. 63.
40. 1 2 3  Rossi 2020, p. 326-328.
41. 1 2  Silva 2014, p. 63-77.
42. ↑  Congresso Nacional 1961, p. 4.
43. ↑  Ferreira 2011, p. 228.
44. ↑  Skidmore 1982, p. 256.
45. 1 2 3 4  Favaro 2011.
46. ↑  Konrad & Lameira 2011, p. 68.
47. ↑  Mendonça 2006, p. 405-406.
48. ↑  Atassio 2007, p. 48-49.
49. ↑  Rossi 2020, p. 328-329.
50. ↑  D'Aguiar 1976, p. 70.
51. ↑  CPDOC FGV 2001, GEISEL, Orlando.
52. ↑  Tavares 2012, cap. XI:1.
53. ↑  Ferreira 1997, p. 5.
54. 1 2  D'Aguiar 1976, p. 69.
55. 1 2  Ferreira 1997, p. 19-21.
56. ↑  Mello Bastos 2006, p. 91.
57. 1 2 3  Melo 2009, p. 94.
58. 1 2 3  Mattos 2010, p. 43-50.
59. ↑  Mello Bastos 2006, p. 86.
60. 1 2 3  Ferreira 1997, p. 5-6.
61. ↑  Ferreira 1997, p. 13-15.
62. 1 2 3 4 5 6 7 8 9 10 11 12 13  Markun & Urchoeguia 2017, cap. 9.
63. 1 2 3 4 5  Ferreira 2011, p. 230-231.
64. ↑  Mendonça 2006, p. 140-144.
65. 1 2  Silva 2014, p. 133-134.
66. ↑  Brigada Militar 2011, p. 7.
67. ↑  Sul21, 16 de agosto de 2011.
68. ↑  Karnikowski 2010, p. 366-367.
69. 1 2  Silva 2014, p. 134-135.
70. ↑  Ferreira 1997, p. 6-8.
71. ↑  Lopes 1980, p. 127-128.
72. 1 2 3  Ferreira 1997, p. 6.
73. ↑  Felizardo 1991, p. 30-31.
74. 1 2  Tavares 2012, cap. V:1.
75. 1 2 3  Sul21, 30 de junho de 2011.
76. ↑  Jornal do Comércio, 1 de setembro de 2011.
77. ↑  Silva 2014, p. 135.
78. ↑  Murici 1981, p. 399.
79. 1 2  Sul21, 18 de julho de 2011.
80. ↑  Sagrera 2013, p. 42-44.
81. ↑  Murici 1981, p. 397-398.
82. ↑  Murici 1981, p. 395.
83. 1 2  Ferreira 1997, p. 1-2.
84. ↑  Lopes 1980, p. 47.
85. 1 2  Silva 2014, p. 135-137.
86. ↑  Lopes 1980, p. 129-130.
87. ↑  Murici 1981, p. 407-408.
88. ↑  Motta 2003, p. 36-37, Tomo 8.
89. ↑  Motta 2003, p. 207-208, Tomo 14.
90. ↑  Murici 1981, p. 396-397.
91. ↑  Ferreira 2011, p. 232-233.
92. ↑  Ferreira 1997, p. 2.
93. 1 2 3  Lopes 1980, p. 130.
94. 1 2  Ferreira 1997, p. 3-4.
95. 1 2  Ferreira 1997, p. 12.
96. ↑  Pinto 2015, p. 76.
97. ↑  Motta 2003, p. 35, Tomo 8.
98. 1 2 3 4  Pedrosa 2018, Apêndice 3.
99. ↑  Murici 1981, p. 396.
100. ↑  Murici 1981, p. 395-399.
101. 1 2  Ferreira 2011, p. 240.
102. ↑  Murici 1981, p. 403.
103. ↑  Mello Bastos 2006, p. 88.
104. ↑  Silva 2014, p. 138.
105. ↑  Sul21, 2 de agosto de 2011.
106. ↑  Noll et al. 2011, p. 94.
107. 1 2  Lopes 1980, p. 46-52.
108. ↑  Silva 2014, p. 136-139.
109. 1 2 3  D'Aguiar 1976, p. 70-71.
110. ↑  Faria 2013, p. 113.
111. 1 2 3 4  Atassio 2007, p. 50-55.
112. 1 2 3  Motta 2003, p. 49-52, Tomo 10.
113. ↑  Motta 2003, p. 202, Tomo 8.
114. 1 2 3 4 5 6 7 8 9 10 11  Markun & Urchoeguia 2017, cap. 13.
115. ↑  Parucker 2006, p. 41.
116. ↑  Rolim 2011, p. 11-14.
117. ↑  Konrad & Lameira 2011, p. 69-73.
118. 1 2 3 4 5  Jakoby 2013.
119. ↑  Ferreira 1997, p. 7-8.
120. 1 2 3 4  Konrad & Lameira 2011.
121. ↑  Konrad & Lameira 2011, p. 70.
122. ↑  Felizardo 1991, p. 49.
123. ↑  Noll et al. 2011, p. 30-57.
124. 1 2  Pinheiro 2015, p. 47-48.
125. ↑  CPDOC FGV 2001, BRAGA, Nei.
126. ↑  Batistella 2018, p. 762-764.
127. ↑  Ferreira 1997, p. 19.
128. ↑  Mello Bastos 2006, p. 80.
129. ↑  BRASIL, Ministério da Guerra. Boletim Reservado do Exército N.11-B, 1960. p. 5-21. Disponível no Sistema de Informações do Arquivo Nacional sob o documento "BR_DFANBSB_2M_0_0_0123_v_02_d0001de0001", p. 826.
130. ↑  Pinto 2015, p. 66-69.
131. 1 2  Felizardo 1991, p. 23-24.
132. ↑  Skidmore 1982, p. 258-259.
133. ↑  D'Aguiar 1976, p. 69-70.
134. 1 2 3 4 5 6 7  Lopes 1980, p. 62-66.
135. ↑  Parucker 2007, p. 38-43.
136. 1 2  Zimmermann 2013, p. 81-82.
137. ↑  Rolim 2011.
138. 1 2 3  Lopes 1980, p. 117-119.
139. ↑  Motta 2003, p. 264, Tomo 13.
140. ↑  Motta 2003, p. 197-201, Tomo 10.
141. ↑  Ferreira 2011, p. 241.
142. ↑  Faria 2013, p. 113-115.
143. ↑  Motta 2003, p. 131-134, Tomo 8.
144. ↑  Lopes 1980, p. 116.
145. ↑  D'Aguiar 1976, p. 93.
146. 1 2  Silva 2014, p. 136-140.
147. 1 2 3  Tavares 2012, cap. X.
148. 1 2  Lopes 1980, p. 49-51.
149. ↑  Pedrosa 2018, p. 146.
150. ↑  Noll et al. 2011, p. 81.
151. ↑  Ferreira 1997, p. 10.
152. ↑  DPHDM.
153. ↑  Rolim 2011, p. 16.
154. ↑  Markun & Urchoeguia 2017, cap. 10.
155. ↑  Tavares 2012, cap. IX e XII.
156. ↑  Carvalho 2007, p. 71-72.
157. ↑  Silveira 1991, p. 112-113.
158. ↑  Silveira 1991, p. 192.
159. 1 2  Motta 2003, p. 162-164, Tomo 13.
160. ↑  Brigada Militar 2011, p. 8.
161. ↑  Ferreira 2011, p. 229-249.
162. 1 2 3  Ferreira 2011, p. 249-251.
163. ↑  Atassio 2007, p. 55-56.
164. ↑  Faria 2013, p. 115.
165. 1 2 3 4  Ferreira 1997, p. 22-25.
166. ↑  Melo 2009, p. 95-96.
167. 1 2  Markun & Urchoeguia 2017, cap. 16.
168. 1 2  Silva 2014, p. 142-143.
169. ↑  Parucker 2006, p. 42-43.
170. ↑  Schwarcz & Starling 2015, cap. 17.
171. ↑  Markun & Urchoeguia 2017, cap. 17.
172. ↑  Pereira 2018.
173. ↑  Bandeira 1978, p. 22-23.
174. ↑  Loureiro 2013, p. 563-564.
175. ↑  Melo 2009.
176. ↑  Fausto 2001, p. 243.
177. ↑  Benevides 1993.
178. ↑  Souza 2005, p. 3-9.
179. 1 2  Pinto 2015, p. 16-17.
180. ↑  Souza 2005, p. 38-49.
181. ↑  Faria 2013, p. 282-286, 330-331 e 358.
182. ↑  Konrad & Lameira 2011, p. 71.
183. ↑  CPDOC FGV 2001, BRIZOLA, Leonel.
184. ↑  Parucker 2006, p. 38, 43-44.
185. ↑  Zimmermann 2013, p. 32.
186. ↑  Parucker 2006, p. 181.
187. ↑  Konrad & Lameira 2011, p. 72.
188. ↑  Kieling 2017, p. 112.
189. ↑  D'Aguiar 1976, p. 136.
190. 1 2  Axt 2020.
191. ↑  Abreu 2013.
192. ↑  Mello Bastos 2006, p. 239-240.
193. ↑  Bandeira 1978, p. 180.
194. ↑  Silva 2014, p. 388-389.
195. ↑  Silva 2014, p. 410.